# Amazônia Azul

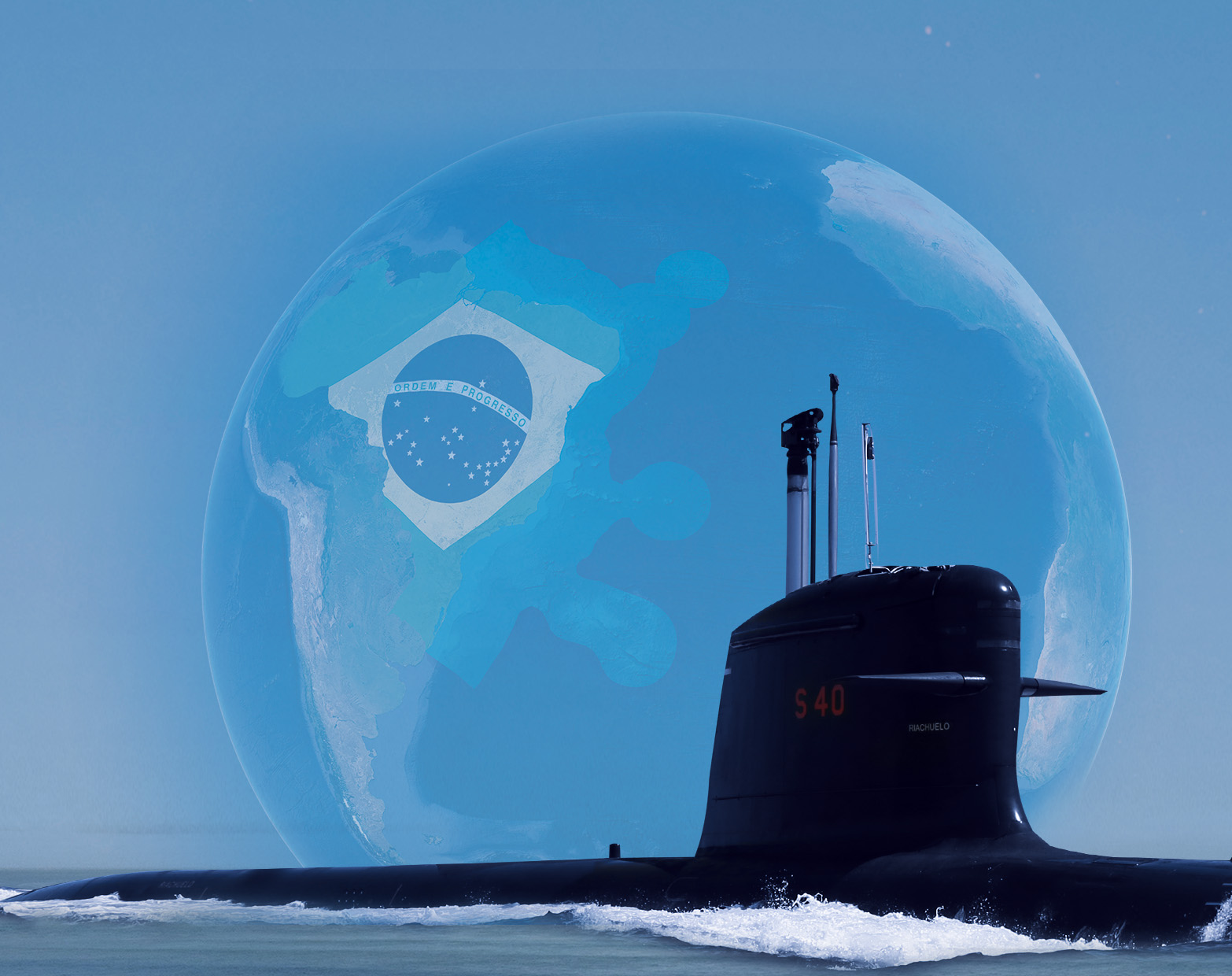
Material de divulgação da Marinha com o conjunto das zonas marítimas brasileiras marcadas no globo. Em primeiro plano, uma fotografia do submarino Riachuelo (S-40), cuja aquisição é explicada através da Amazônia Azul

A Amazônia Azul é um nome criado pela Marinha do Brasil para as águas jurisdicionais e plataforma continental do Brasil. Introduzido em 2004, o conceito é fundamentado em teorias da geopolítica e relações internacionais e tem múltiplas vertentes — político-estratégica, econômica, ambiental e científica — com ênfase na primeira. Ele é marca registrada e argumento central nos discursos da Marinha aos públicos interno e externo, tendo ainda uso mais amplo em setores civis. Mais do que uma área, é um discurso de propaganda e uma representação dos desafios e potenciais do mar na perspectiva brasileira, que estão implícitos na analogia com a Amazônia "Verde".
Sua área total reivindicada é de 5,7 milhões de quilômetros quadrados do Oceano Atlântico Sul. O Brasil expandiu sua jurisdição marítima através da ocupação do arquipélago de São Pedro e São Paulo e de levantamentos geológicos iniciados no final dos anos 1980, com os quais apresentou propostas de extensão da plataforma continental de 2004 a 2018. As propostas ainda não foram todas aceitas pela Comissão de Limites da Plataforma Continental da Organização das Nações Unidas, e portanto, os limites marítimos do Brasil ainda não foram finalizados. No século XX, as atenções nacionais focaram-se nos limites terrestres e no interior continental, negligenciando a "mentalidade marítima" na identidade brasileira, o que a Marinha pretende reverter ao propagandear a Amazônia Azul.
A população brasileira está concentrada no litoral, uma herança da sua história colonial, e é no mar que o país conduz a maior parte do seu comércio externo e produção de petróleo e gás natural. A poluição marinha e a sobrepesca pressionam sua grande diversidade de ecossistemas. Os proponentes da Amazônia Azul veem nela uma importante pauta ambiental e um motor em potencial para o desenvolvimento econômico à base de avanços tecnológicos. As políticas públicas para o setor são integradas pela Comissão Interministerial para os Recursos do Mar (CIRM), sob a coordenação da Marinha. Os encargos da força vão muito além da guerra: ela é guarda costeira, opera navios de pesquisa e bases científicas e controla a formação de oficiais da Marinha Mercante.
As "duas Amazônias", no pensamento militar, são áreas de fronteira, ricas em recursos naturais e pobres na presença do Estado, tornando-as alvos da "cobiça internacional" que precisa ser dissuadida pelas Forças Armadas. As percepções de ameaça hipotética são dirigidas contra potências extrarregionais, que os estrategistas brasileiros sonham em manter fora do Atlântico Sul, e contra ameaças não tradicionais como a criminalidade internacional. As deficiências de meios de combate naval e vigilância já eram consenso entre os especialistas nos anos 2010, mas não se percebe uma ameaça convencional a curto prazo. A descoberta de jazidas de petróleo e gás no pré-sal incentivou planos ambiciosos de reaparelhamento naval nos anos 2000, mas nos anos seguintes as condições financeiras pioraram e não houve vontade política para realizá-los na concepção original.

## Contexto

### A "mentalidade marítima"

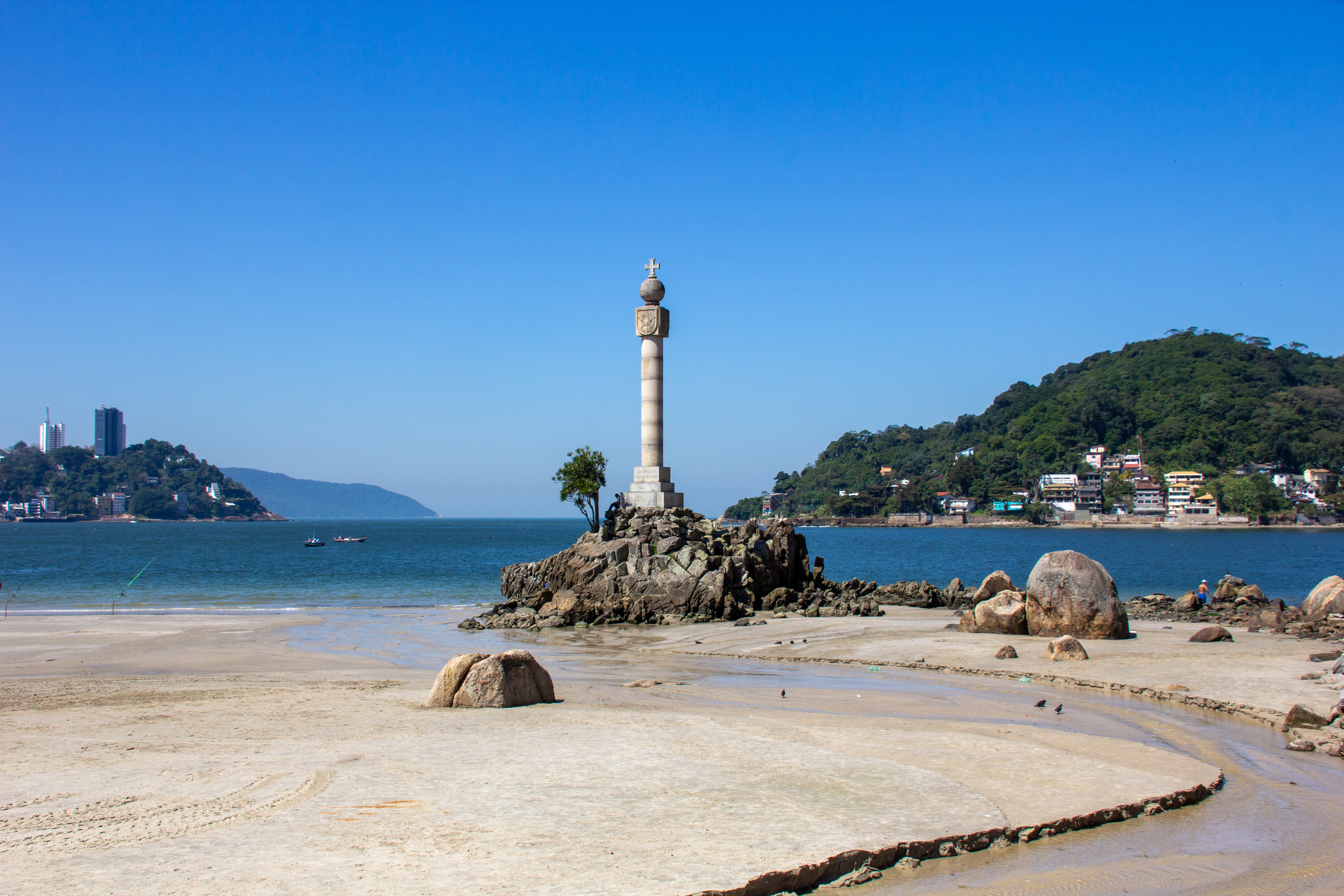
A colonização marítima criou as grandes aglomerações urbanas do litoral, como a Baixada Santista, onde a fundação de São Vicente, em 1532, é homenageada no Marco Padrão

O conceito da Amazônia Azul foi lançado para difundir o que a Marinha denomina de "mentalidade marítima", isto é, uma convicção da relevância do mar para a nação, que precisa ser enraizada em toda a comunidade nacional e não apenas na população empregada no mar. Nas doutrinas da Marinha, o Brasil tem um "destino oceânico" negligenciado, um caminho natural ditado pela sua herança geográfica. Desde os anos 1970, intelectuais da Marinha lamentam a insuficiente mentalidade marítima da população. O litoral brasileiro é o maior no Atlântico Sul, mas isto por si só não configurou uma orientação marítima ao Estado brasileiro.
A história brasileira começa com a colonização portuguesa a partir do litoral. Os bandeirantes e outros agentes do expansionismo continental triplicaram o território que teria cabido ao Império Português segundo o Tratado de Tordesilhas, mas o interior continental era um vazio demográfico. O Frei Vicente de Salvador comentou em 1627 que os portugueses no Brasil andavam "arranhando ao longo do mar como caranguejos". O mar e a costa eram centrais na "geografia imaginativa" dos períodos colonial e imperial. À época da Independência a frota mercante, portos e construção naval eram relevantes na economia nacional, e o poder marítimo seria prioridade do governo até o início do século seguinte.
No século XX os projetos da elite política foram terrestres, como a Marcha para o Oeste, a rede de transportes centrada nas rodovias, em substituição à cabotagem, a construção de Brasília e a integração regional da América do Sul. O patrono da geopolítica brasileira, Mário Travassos, defendia a "projeção continental" do país. A prioridade era desenvolver o interior e assegurar a soberania nacional nos rincões mais distantes do país. No século XXI, a expansão agropecuária e urbana continua nas direções do Centro-Oeste e do Norte, e as fronteiras terrestres, em sua maioria, ainda não são adequadamente controladas.
O mar não perdeu sua importância. A maior parte da população, da produção industrial e do consumo de energia ainda estão a menos de 200 km do litoral, e o comércio externo e a produção de petróleo e gás natural são quase inteiramente marítimos. A partir dos anos 1970, o Estado e os debates geopolíticos voltaram a se interessar pelo mar, mas a mentalidade popular é mais continental. Em pesquisas de opinião realizadas em 1997 e 2011, 66% e 73% dos entrevistados afirmaram que o mar é importante, citando como principais motivos a alimentos e lazer; sua visão do mar tem viés terrestre e litorâneo. Tópicos de transporte marítimo, produção de petróleo e direito marítimo internacional são desconhecidos do público em geral. Noutra pesquisa, em 2014, 60% dos entrevistados concordavam que a Marinha do Brasil contribuía muito ao país, mas apenas 10% sabiam exemplificar suas ações.

### Mar territorial e ZEE

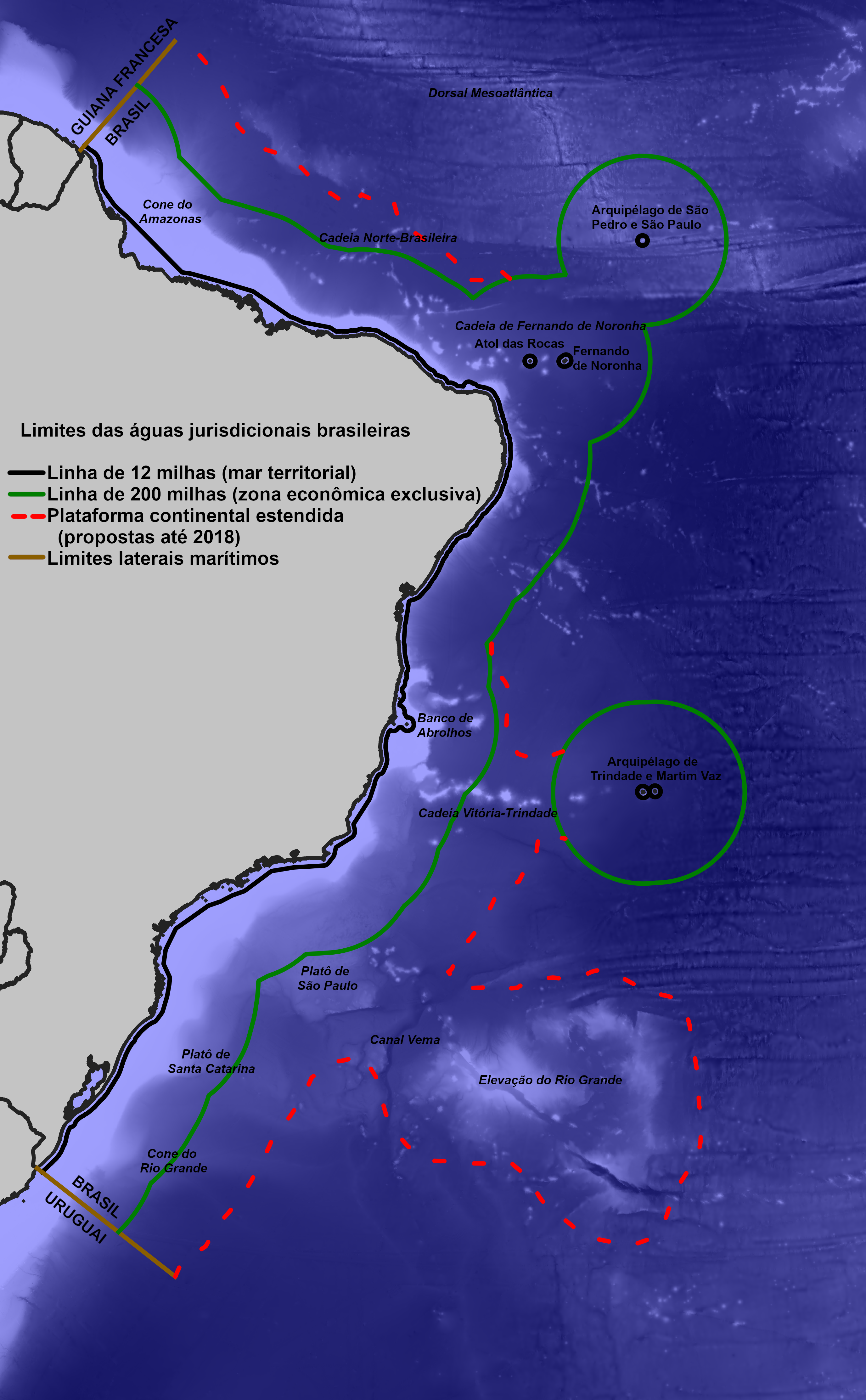
Limites do mar territorial, da ZEE e das reivindicações mais recentes de plataforma continental

A Amazônia Azul é um desdobramento do avanço da regulação dos espaços marítimos e se baseia nas zonas marítimas delineadas na Convenção das Nações Unidas sobre o Direito do Mar (CNUDM). Este acordo é fruto da III Conferência das Nações Unidas sobre o Direito do Mar, realizada entre 1973 e 1982, na qual diplomatas brasileiros participaram ativamente. O Brasil era um dos Estados "territorialistas", que se uniriam aos "zonistas" e outros para criar um regime jurídico favorável aos Estados costeiros nas suas águas adjacentes, em contraposição aos interesses das potências marítimas tradicionais e dos Estados geograficamente desfavorecidos. A CNUDM entrou em vigor em 1994 e garante aos participantes um mar territorial, zona contígua e zona econômica exclusiva (ZEE) nas águas adjacentes ao seu litoral. No mar territorial, que se estende de linhas de base no litoral até uma distância de 12 milhas náuticas (22,2 quilômetros) das mesmas, o Estado costeiro tem soberania plena no espaço aéreo, águas, leito marinho e subsolo.
Ao harmonizar o tratado com a legislação nacional, o Brasil abandonou sua reivindicação a um mar territorial até as 200 milhas náuticas (370 quilômetros), que havia sido declarada unilateralmente em 1970. Esta reivindicação, embora apoiada por países latino-americanos, foi recebida com protestos das potências marítimas tradicionais, e a esquadra de 1970 não tinha condições de patrulhar toda a área. Como participante da CNUDM, o Brasil passou a ter direitos sobre os recursos naturais numa ZEE das 12 até as 200 milhas náuticas. Dentro da ZEE, tem jurisdição para fins de fiscalização numa zona contígua das 12 às 24 milhas. As águas para além das 200 milhas são o alto mar. Após a entrada em vigor da Convenção, o Brasil ocupou o arquipélago de São Pedro e São Paulo para que pudesse ser considerado "ilha habitada" e em 2004 oficializou uma ZEE ao redor desse acidente geográfico.

### Plataforma continental

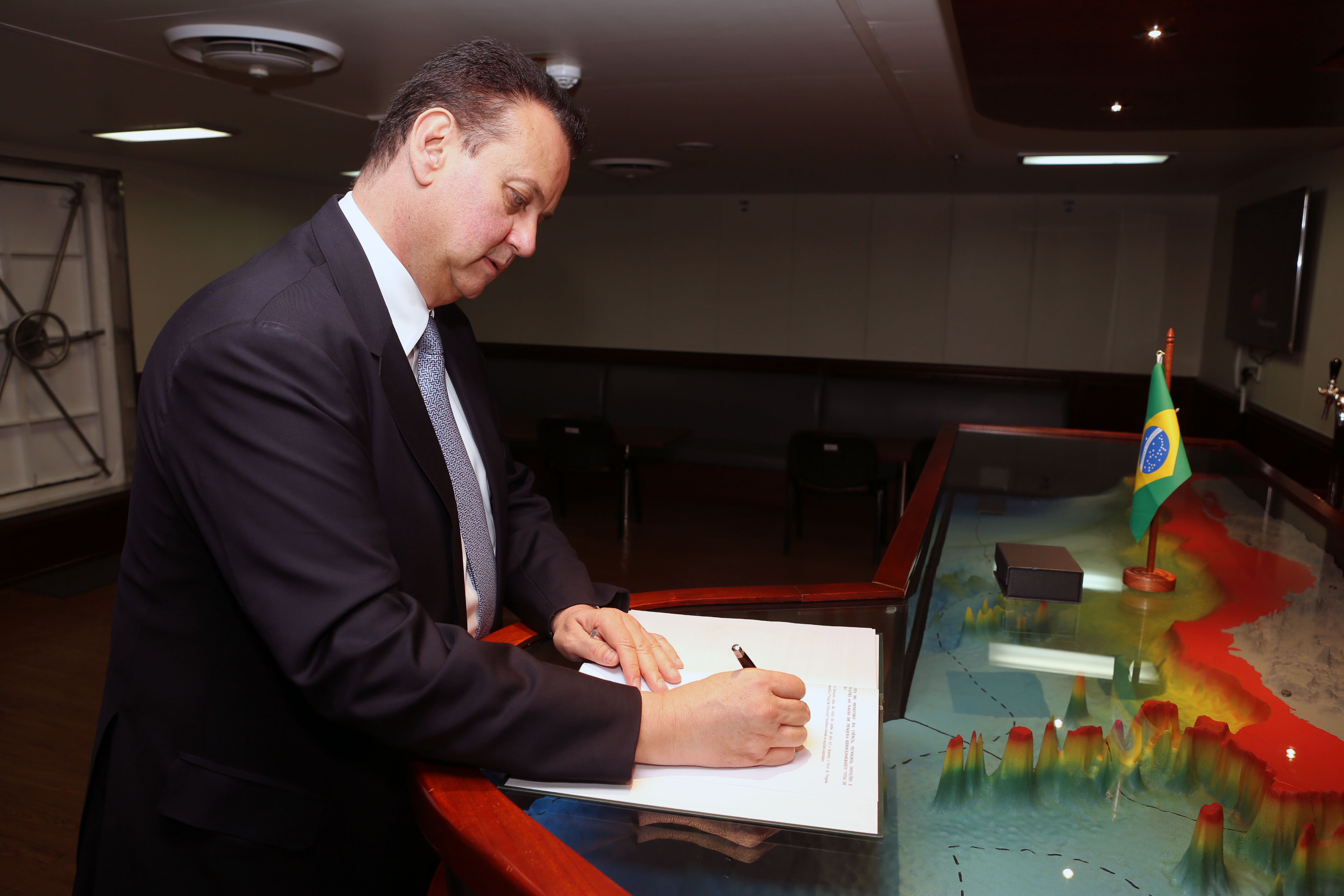
Gilberto Kassab, ministro da Ciência, Tecnologia e Inovação, com um modelo da batimetria da margem continental brasileira a bordo do navio de pesquisa Vital de Oliveira (H-39)

O regime jurídico do leito e subsolo marinhos é distinto do regime das águas (mar territorial, zona contígua, ZEE e alto-mar). Cada Estado costeiro tem soberania sobre os recursos naturais no prolongamento natural de sua crosta continental ao leito e subsolo marinhos, que é designado plataforma continental. Geólogos e oceanógrafos chamam-na de "plataforma jurídica", pois não corresponde à plataforma continental identificada pelas ciências naturais. Os limites da plataforma jurídica estão na mesma linha das 200 milhas da ZEE, podendo ser estendidos a distâncias maiores com a anuência de um órgão internacional, a Comissão sobre os Limites da Plataforma Continental (CLPC). Para isso, o Estado solicitante deve realizar um levantamento do leito marítimo e comprovar cientificamente o prolongamento natural do seu território na área reivindicada.
A plataforma continental existe na legislação brasileira desde 1950, embora com limites e terminologia diferentes dos atuais, e foi o palco da "Guerra da Lagosta" com a Marinha Francesa em 1963. Ainda antes da entrada em vigor da CNUDM, o governo brasileiro já procurava identificar os limites exteriores de sua plataforma continental através do Plano de Levantamento da Plataforma Continental Brasileira (Leplac), instituído em 1989. A coleta de dados demorou até 1996 e empenhou quatro navios da Marinha, juntamente com especialistas da Petrobras e da comunidade científica, para produzir 330 000 km de perfis sísmicos, batimétricos, magnetométricos e gravimétricos ao longo de toda a margem continental brasileira.
O Leplac fundamentou a proposta de extensão da plataforma continental para além das 200 milhas. Seus aspectos técnicos e científicos foram coordenados pela Diretoria de Hidrografia e Navegação da Marinha, e os aspectos políticos, pelo Ministério das Relações Exteriores. A proposta foi submetida à CLPC em 17 de maio de 2004. Conforme o diplomata Luiz Alberto Figueiredo, o limite exterior da plataforma continental é o último limite jurídico ainda não delimitado do Brasil, pois as fronteiras terrestres já são um problema resolvido. A plataforma, as zonas marítimas ao redor das ilhas oceânicas e os recursos naturais são as pautas da agenda oceânica brasileira pós-CNUDM, que tem interesse especial nas jazidas de petróleo e gás natural da camada pré-sal.

## Definição

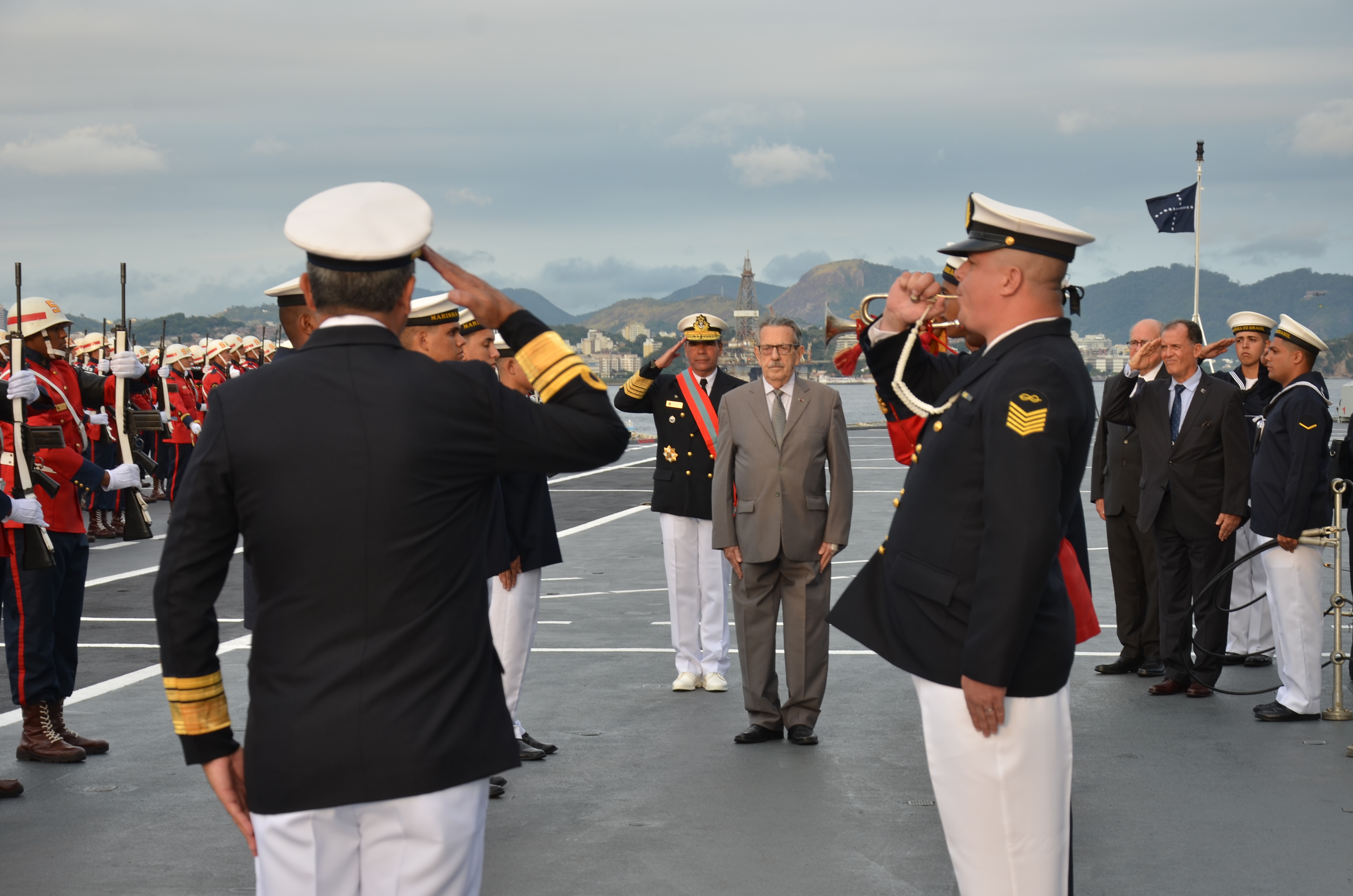
Almirante de esquadra Roberto de Guimarães Carvalho (ao centro, de terno), primeiro a publicar o conceito

A primeira publicação do termo "Amazônia Azul" foi em 25 de fevereiro 2004, no texto opinativo "A outra Amazônia", publicado na Folha de S. Paulo e assinado pelo almirante de esquadra Roberto de Guimarães Carvalho, então comandante da Marinha do Brasil. Não por coincidência, foi o mesmo ano da proposta de extensão da plataforma continental. Segundo o almirante Armando Amorim Ferreira Vidigal, a ideia teve suas raízes nos levantamentos do Leplac. Desde então o termo é fortemente associado à identidade da Marinha e tem uso nos discursos aos públicos interno e externo. Em 2009 o Instituto Nacional da Propriedade Industrial (INPI) reconheceu a expressão "Amazônia Azul" como marca registrada da Marinha para eventos e material de divulgação. Fora da instituição, a expressão foi adotada por pensadores geopolíticos, instituições de pesquisa, agências de conservação ambiental e outras entidades.
No texto, o almirante Carvalho justificou os investimentos na defesa de "outra Amazônia, cuja existência é, ainda, tão ignorada por boa parte dos brasileiros quanto o foi aquela por muitos séculos. Trata-se da "Amazônia azul"". A área a qual se referiu foi a ZEE e mais a PC tal como definidas na CNUDM. A atual definição formal da Marinha para este espaço é "a região que compreende a superfície do mar, águas sobrejacentes ao leito do mar, solo e subsolo marinhos contidos na extensão atlântica que se projeta a partir do litoral até o limite exterior da Plataforma Continental brasileira". É a mesma área das águas jurisdicionais brasileiras (AJB), que são efetivamente definidas e citadas na legislação brasileira, enquanto a Amazônia Azul é um termo "menos técnico e mais lúdico", de "ligeiro toque poético", que serviu de nome genérico a todo o conjunto de zonas marítimas sob jurisdição brasileira.

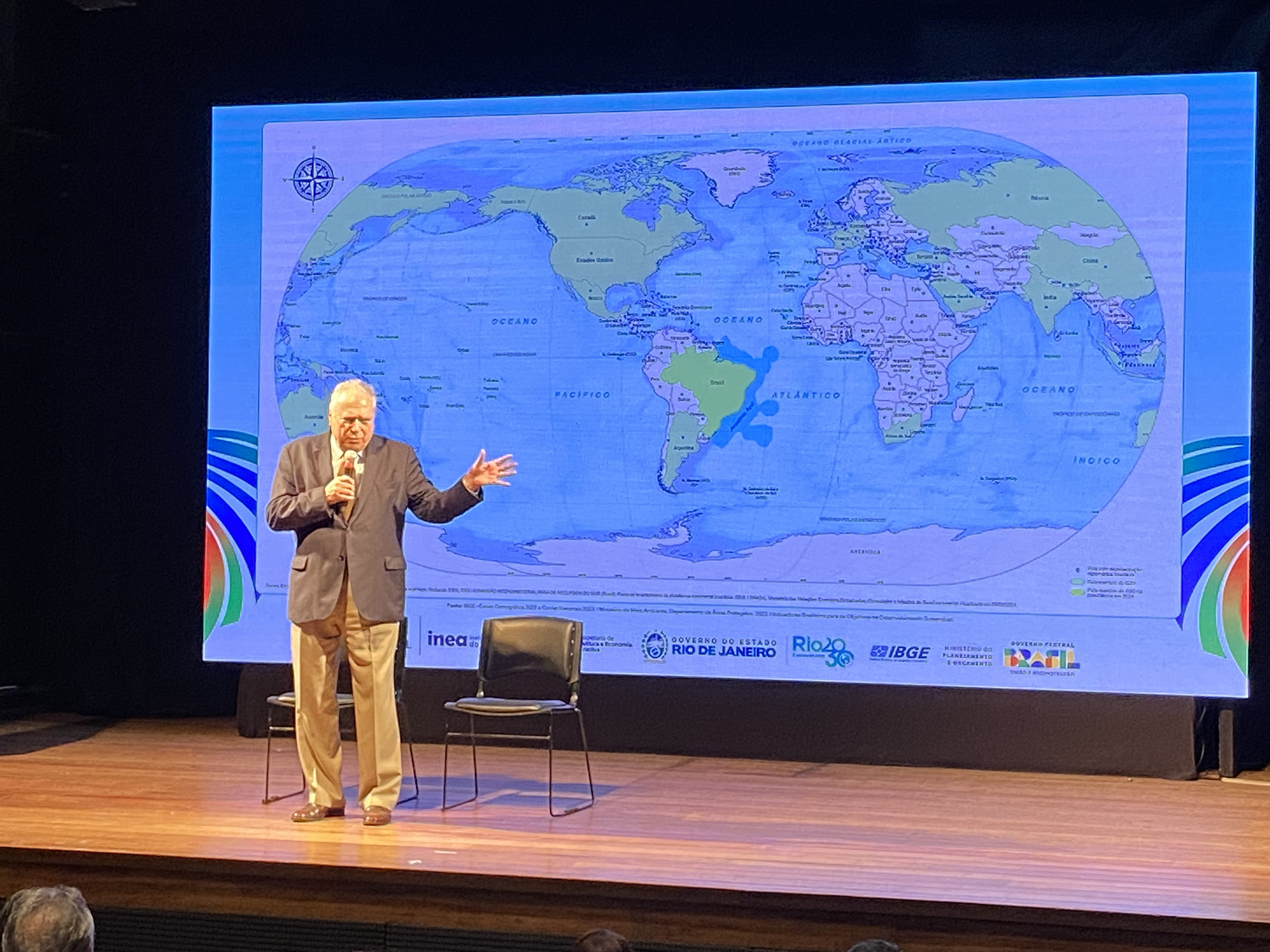
Cerimônia de lançamento do novo Atlas Geográfico Escolar do Instituto Brasileiro de Geografia e Estatística (IBGE), em 2024, com a Amazônia Azul marcada ao largo da costa brasileira

Nestas definições, a Amazônia Azul é uma área ou espaço. Alternativamente, a Amazônia Azul é a governança e os desafios do uso do oceano sob jurisdição brasileira, uma ferramenta analítica, um "discurso de propaganda para a sensibilização da opinião pública", um instrumento de comunicação estratégica, uma "bandeira levantada pela Marinha" e/ou uma representação da vontade do Estado. Mais do que uma marca, é a expressão de uma estratégia, com fundamentação teórica nos campos das relações internacionais e geopolítica, e especificamente da oceanopolítica (a geopolítica centrada nos oceanos).
A equiparação entre Amazônia Azul e águas jurisdicionais é feita por diversos autores, embora a definição mais limitada, que consiste somente na ZEE e PC, exclua as águas sobrejacentes à plataforma continental estendida, que não são águas brasileiras. A massa de água para além das 200 mn é de fato parte do alto mar, mesmo quando o leito marinho e subsolo forem considerados plataforma continental estendida. Também é fato que a legislação brasileira explicitamente inclui as águas sobrejacentes à plataforma continental estendida nas AJB. Esta ambiguidade é, para alguns autores, uma contradição dos Direitos nacional e internacional, que poderia até mesmo ser levada a um tribunal internacional.
O almirante de esquadra Júlio Soares de Moura Neto, comandante da Marinha de 2007 a 2015, equiparou os dois termos ao mencionar "as nossas águas jurisdicionais, que costumamos chamar de Amazônia Azul". Um artigo da Revista Marítima Brasileira resumiu a Amazônia Azul como um "conceito geopolítico que designa as águas jurisdicionais brasileiras como uma região marítima valiosa". Segundo o diplomata João Paulo Soares Alsina Júnior, "Amazônia verde é aquela que corresponde à Amazônia legal. A Amazônia azul corresponde às águas jurisdicionais brasileiras e constitui um neologismo difundido pela Marinha".

### Área total

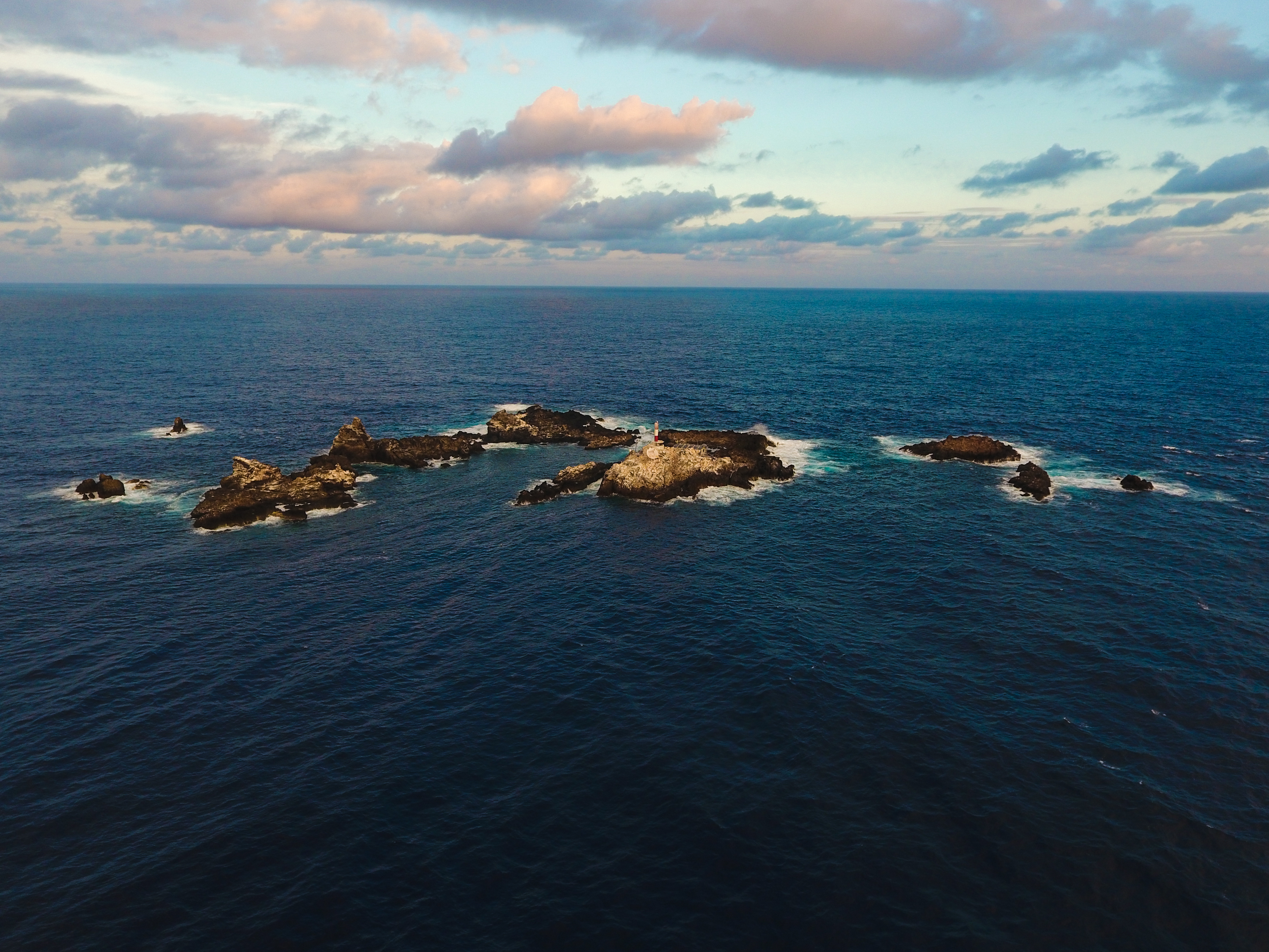
Arquipélago de São Pedro e São Paulo

Nas estatísticas atualizadas, a Amazônia Azul tem uma área de 3 575 195,81 de quilômetros quadrados até o limite da ZEE, a 200 milhas náuticas das linhas de base no litoral, e outros 2 094 656,59 km² de plataforma continental estendida, para além desse limite, que juntos somariam 5 669 852,41 km² nas reivindicações mais recentes da plataforma continental, realizadas em 2018. O valor final equivale a 67% do território nacional (8,5 milhões de km²) e 1,1 vezes o tamanho da Amazônia Legal (5,2 milhões de km²). Na época do artigo na Folha de S. Paulo, as reivindicações não ultrapassavam os 4,5 milhões de km². O pleito inicial de plataforma continental estendida era de 911 847 km², aumentado a 953 825 km² num adendo em 2006. Propostas revistas foram submetidas em 2015 e 2018. Outras definições incluem na Amazônia Azul as hidrovias, com 60 mil km de extensão. A área de ZEE é relativamente pequena comparada ao tamanho do litoral (7 491 km), pois o país tem poucas ilhas oceânicas remotas. Três delas são consideradas ilhas habitadas para fins de projeção de ZEE: Fernando de Noronha, Trindade e São Pedro e São Paulo.

### Objetivos

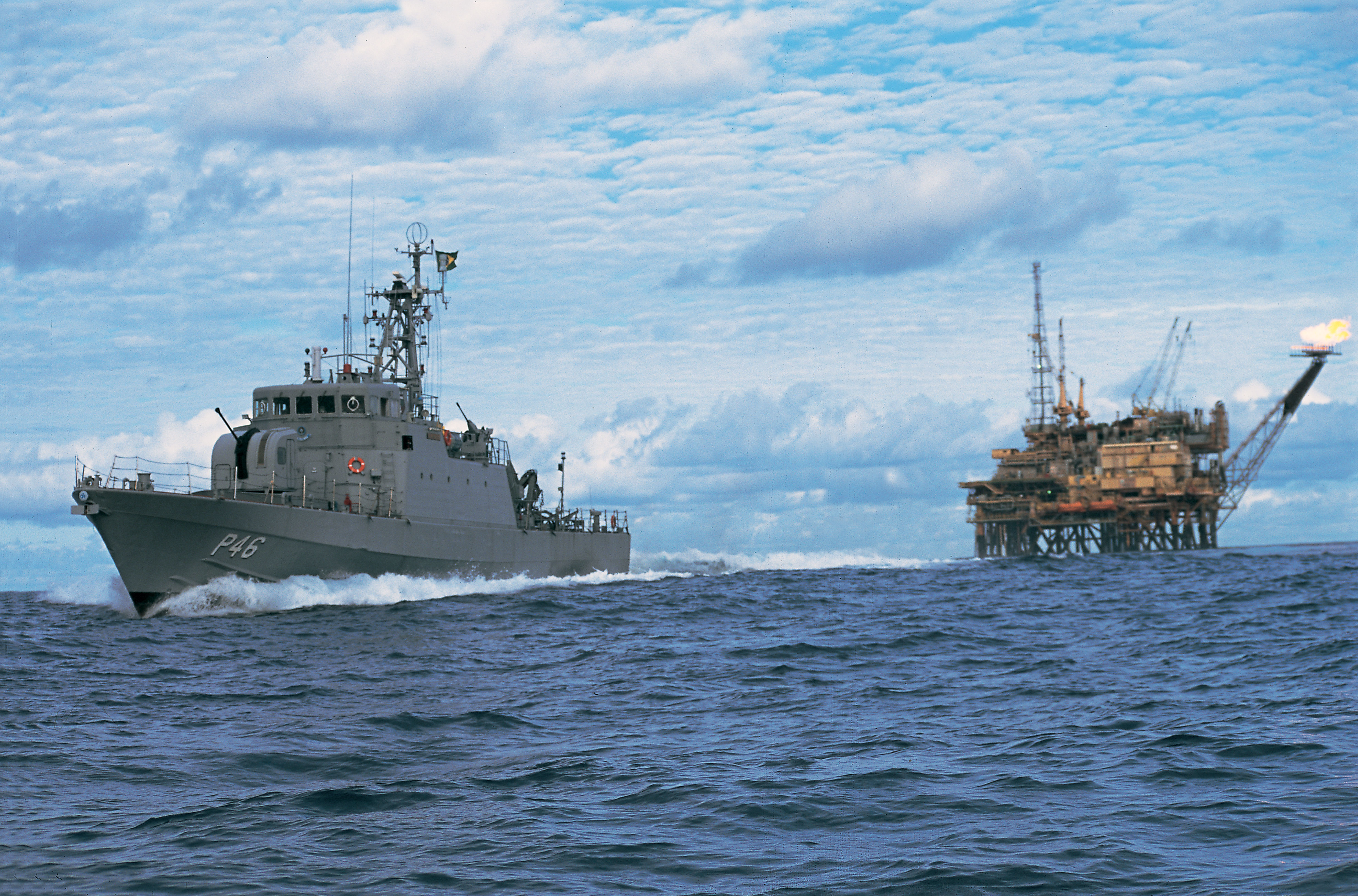
Vertentes político-estratégica e econômica: navio-patrulha Gurupá (P-46) e plataforma petrolífera

A subdivisão deste conceito em quatro vertentes, ou áreas de interesse ao Estado brasileiro — político-estratégica, econômica, científico-tecnológica e ambiental — é o enquadramento pelo qual o Brasil se entende como potência marítima e comunica as diversas missões da Marinha do Brasil. Além de marinha de guerra, a instituição é autoridade portuária e guarda costeira. O comandante da Marinha é a Autoridade Marítima Brasileira e, como tal, é responsável por implementar e fiscalizar as leis e regulamentos referentes ao mar e águas interiores, contando para este fim com um grande número de navios-patrulha alocados aos Distritos Navais, além do apoio da aviação de patrulha da Força Aérea Brasileira.
A Marinha tem responsabilidades na segurança de navegação, fiscalização ambiental, operação de faróis, estações meteorológicas e redes de comunicação, desenvolvimento científico e tecnológico e formação de todos os oficiais da Marinha Mercante, que são uma reserva não remunerada mobilizável em tempo de guerra. São encargos de gestão e não apenas defesa do mar. Um risco potencial na estratégia da comunicação da Amazônia Azul seria ofuscar da consciência pública as missões da Marinha em águas internacionais. Ao incutir o conceito na mente do público, seus proponentes esperam revigorar a mentalidade marítima e popularizar a imagem de nação marítima para o Brasil. Segundo o almirante Vidigal, o "conceito de Amazônia Azul é, portanto, um código nacional, um movimento atual de retorno efetivo ao inexorável destino marítimo brasileiro", para rememorar a população de um "dever sagrado".

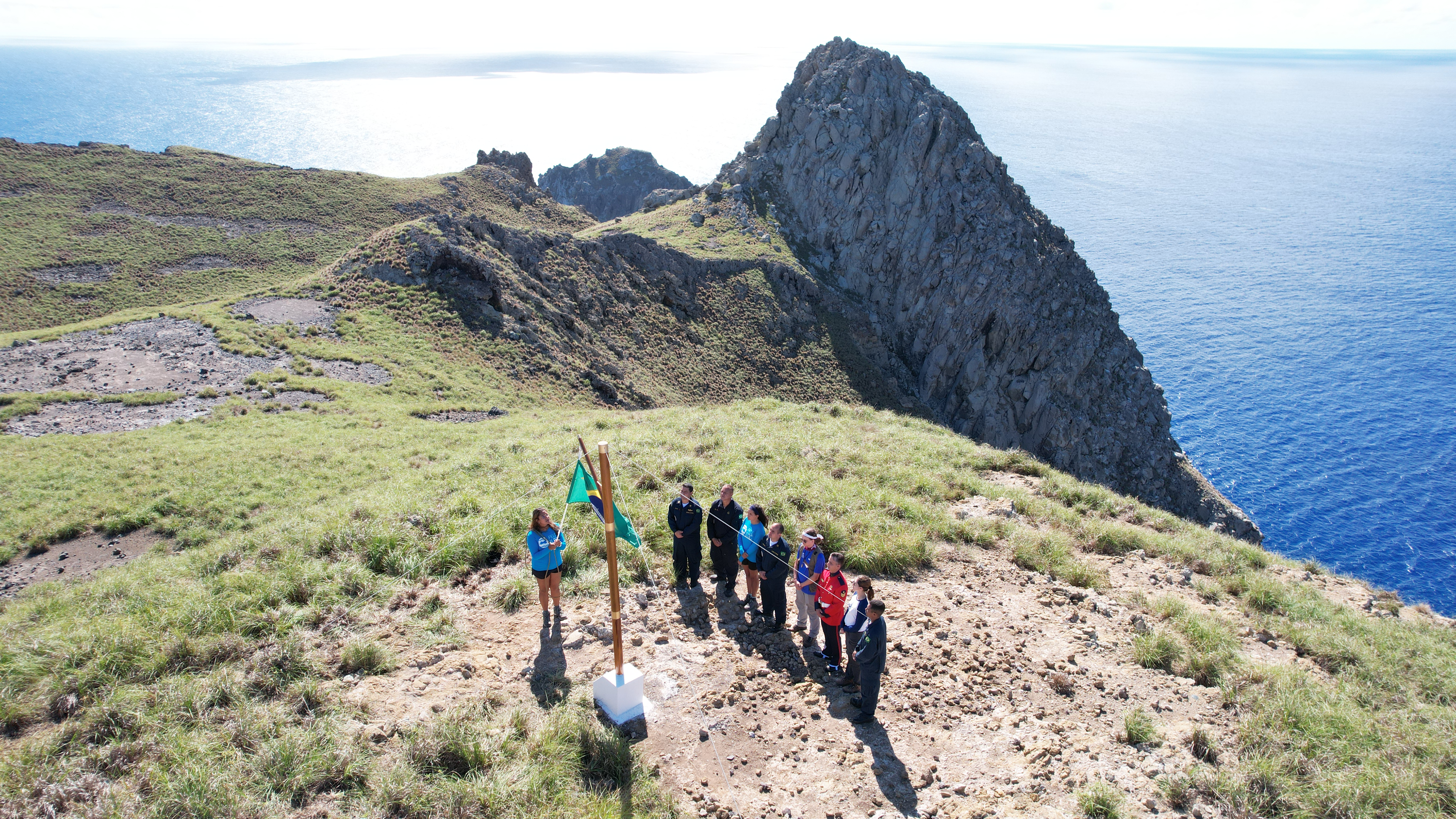
Vertentes político-estratégica e científica: militares e pesquisadores hasteiam a bandeira nacional na ilha de Trindade

Nas discussões dos estrategistas navais e nos trabalhos acadêmicos sobre o tema, a vertente político-estratégica, voltada para a defesa, toma prioridade, e a política oceânica resultante tem viés militar. É uma abordagem distinta, por exemplo, da Política Nacional para o Mar de Portugal, na qual o oceano é um projeto, não um destino, e a prioridade está na tecnologia, economia azul e conservação ambiental.
Para José Augusto Fontoura Costa, professor da Faculdade de Direito da Universidade de São Paulo, a lógica da Amazônia Azul põe nos investimentos em defesa naval a condição material para fazer valer a posse dos recursos garantidos no papel. Esta retórica vem carregada das ambições da Marinha para uma parcela maior do orçamento federal e da atenção da opinião pública. Portanto, tem "sofismas e fragilidades próprios de qualquer discurso de ação política". Ainda assim, "ajuda a redefinir a percepção das Forças Armadas brasileiras e recolocar no debate nacional questões extremamente pertinentes a respeito de segurança e defesa", trazendo "à opinião pública muitas discussões antes restritas aos círculos dos estrategistas militares e diplomáticos", o que pode inclusive fazer o conceito sair de seu "controle semântico e prático".
Em dissertação na Escola Superior de Guerra, Matheus Marreiro argumenta que este conceito é "um projeto top-down [da Marinha] que tenta construir a identidade nacional, partindo de suas próprias concepções políticas e ideológicas". Ele faz parte da iniciativa política para "apoio popular para a criação de uma estratégia marítima, para as tentativas brasileiras de ampliar os limites marítimos nacionais e para a aquisição de novos meios navais para a defesa do espaço e dos recursos". Nesse discurso geopolítico naval, o Atlântico Sul é uma zona natural de influência e projeção de poder militar pelo Brasil. Este não é necessariamente o único paradigma geopolítico para o Atlântico Sul, podendo-se também estudar os discursos do Ministério das Relações Exteriores, dos ambientalistas e de outros países.

## A metáfora da Amazônia

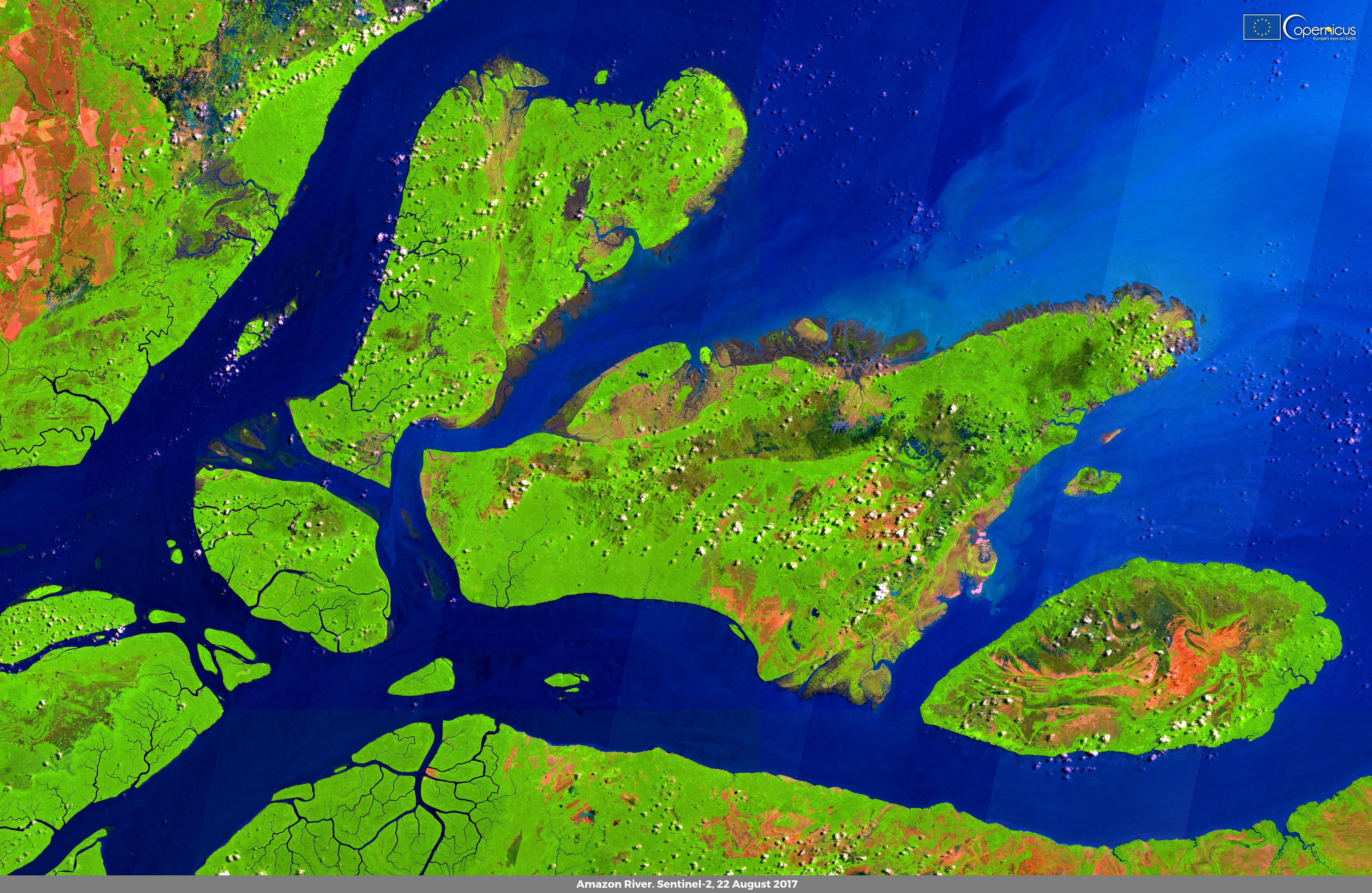
Delta do Amazonas, onde as "duas Amazônias" se encontram

Transpor a palavra Amazônia ao espaço marítimo é apropriar a semântica de uma palavra carregada de sentidos implícitos. O público associa a Amazônia Verde aos recursos naturais, à biodiversidade e aos problemas ambientais e de soberania nacional. Conforme o almirante Carvalho, o conceito não disputa com a Amazônia Verde, mas apenas se aproveita da popularidade do tema. A Marinha tem componentes fluviais e também participou do incremento da presença militar na Amazônia Verde, embora a um ritmo mais lento que as outras forças. Seu foco está nas águas azuis, a ponto do almirante Vidigal protestar em 2007 que a Marinha havia negligenciado seu lado interiorano.
As "duas Amazônias" têm diferenças importantes. O regime jurídico não é o mesmo: a soberania brasileira é plena na Verde, mas na ZEE e plataforma continental, só se estende aos recursos naturais. Por este motivo a Amazônia Azul não deve ser chamada de "território marítimo brasileiro", como feito por alguns autores, pois somente o mar territorial faz parte do território brasileiro. Ademais, a dimensão humana da Amazônia Azul, cuja população consiste em marinheiros e trabalhadores petrolíferos, não se compara à da Amazônia Verde, onde a extração dos recursos cria tensões com povos e comunidades não adaptados aos modos de produção modernos.
Oficiais da Marinha e do Exército julgam legítimo pensar em conjunto em "duas Amazônias", mesmo admitindo suas particularidades. Várias ameaças externas seriam comuns a ambas. Da perspectiva militar, uma "Amazônia", qual seja sua cor, tem três pontos análogos: a extensão, os recursos naturais estratégicos e a necessidade de presença e defesa. O artigo do almirante Carvalho lamentou que a Amazônia Verde havia recentemente sido alvo de iniciativas governamentais como o Projeto Calha Norte e o Sistema de Vigilância da Amazônia, sem correspondentes na Amazônia Azul. Nesta época as autoridades políticas e militares se davam conta que a ambição de afirmar a soberania e poder público sobre a fronteira terrestre, o "vazio" que precisava ser preenchido (a Amazônia Verde), estava longe de se realizar. Ao mesmo tempo, a fronteira marítima, não menos importante, havia sido negligenciada. Um novo esforço seria necessário para consolidar a presença nacional no espaço marítimo ao qual o país tem direito. O epíteto de "última fronteira", comum no imaginário militar da Amazônia Verde, já foi aplicado para a Amazônia Azul.

### Economia

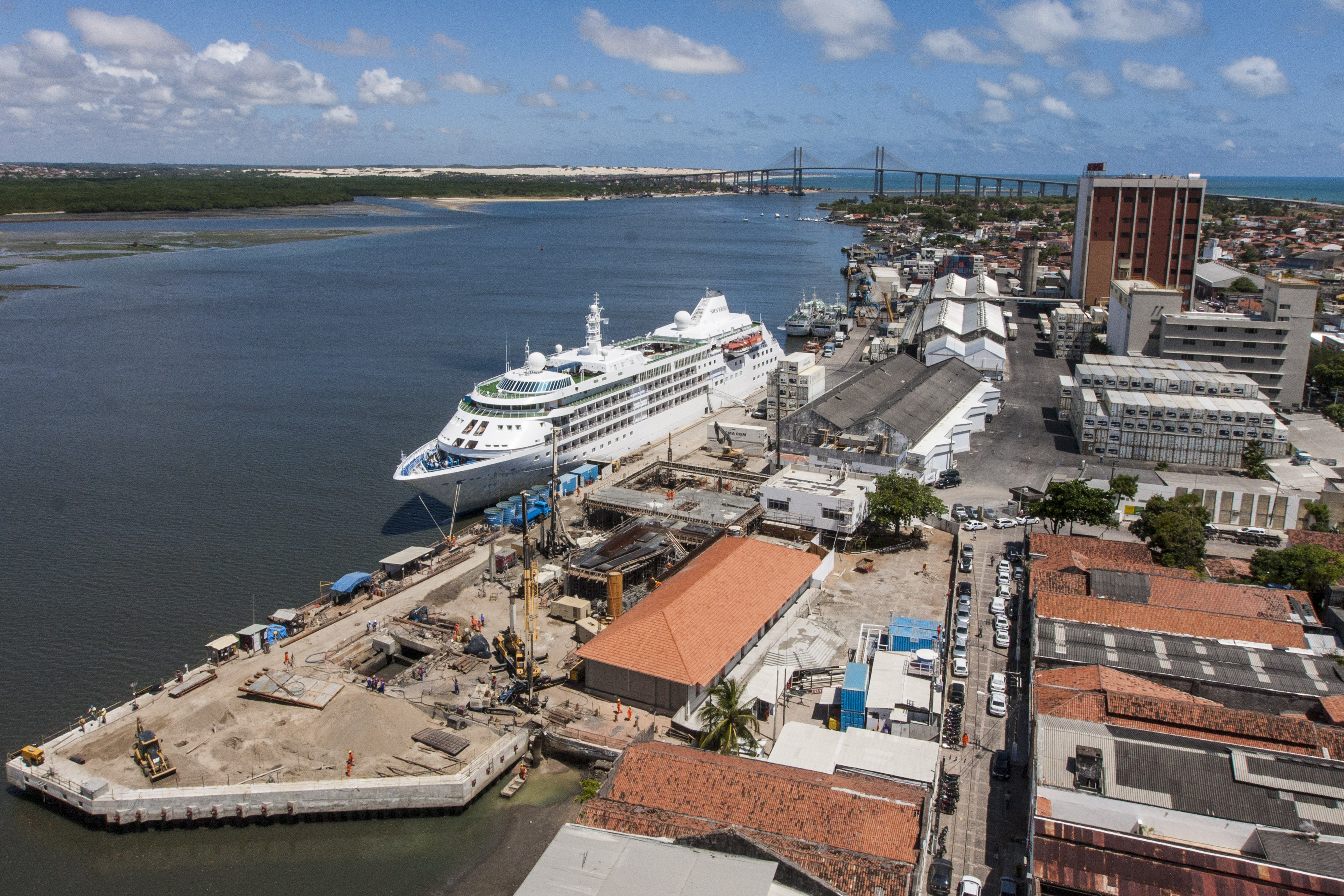
Navio de cruzeiro no porto de Natal, Rio Grande do Norte

A riqueza natural é sempre lembrada no imaginário militar sobre a Amazônia Verde. Em 1998 o ministro do Exército Zenildo de Lucena chamava-a de "maior reserva mundial de floresta tropical, um patrimônio herdado do sacrifício de nossos antepassados". O almirante Carvalho chamou a Amazônia Azul de "inimaginavelmente rica", clamou pela sua "exploração racional e sustentada" e salientou duas atividades estratégicas, o comércio internacional e a extração de petróleo e gás natural. Os proponentes do conceito pretendem que ela seja um motor de desenvolvimento econômico à base do avanço tecnológico e inovação. O desenvolvimento sustentável através do mar é a nova fronteira da "economia azul".
A totalidade dos recursos da Amazônia Azul ainda não é conhecida. A contribuição do mar ao Produto Interno Bruto (PIB) nacional ainda não é mensurada oficialmente, mas existem estimativas acadêmicas. Em 2015 a economia marítima teria gerado direta ou indiretamente R$ 1,11 trilhões, ou 18,93% do PIB nacional, e 19 829 439 empregos. As atividades diretamente ligadas ao mar, equivalentes a 2,67% do PIB, são dominadas pelo setor de serviços, especialmente o turismo.

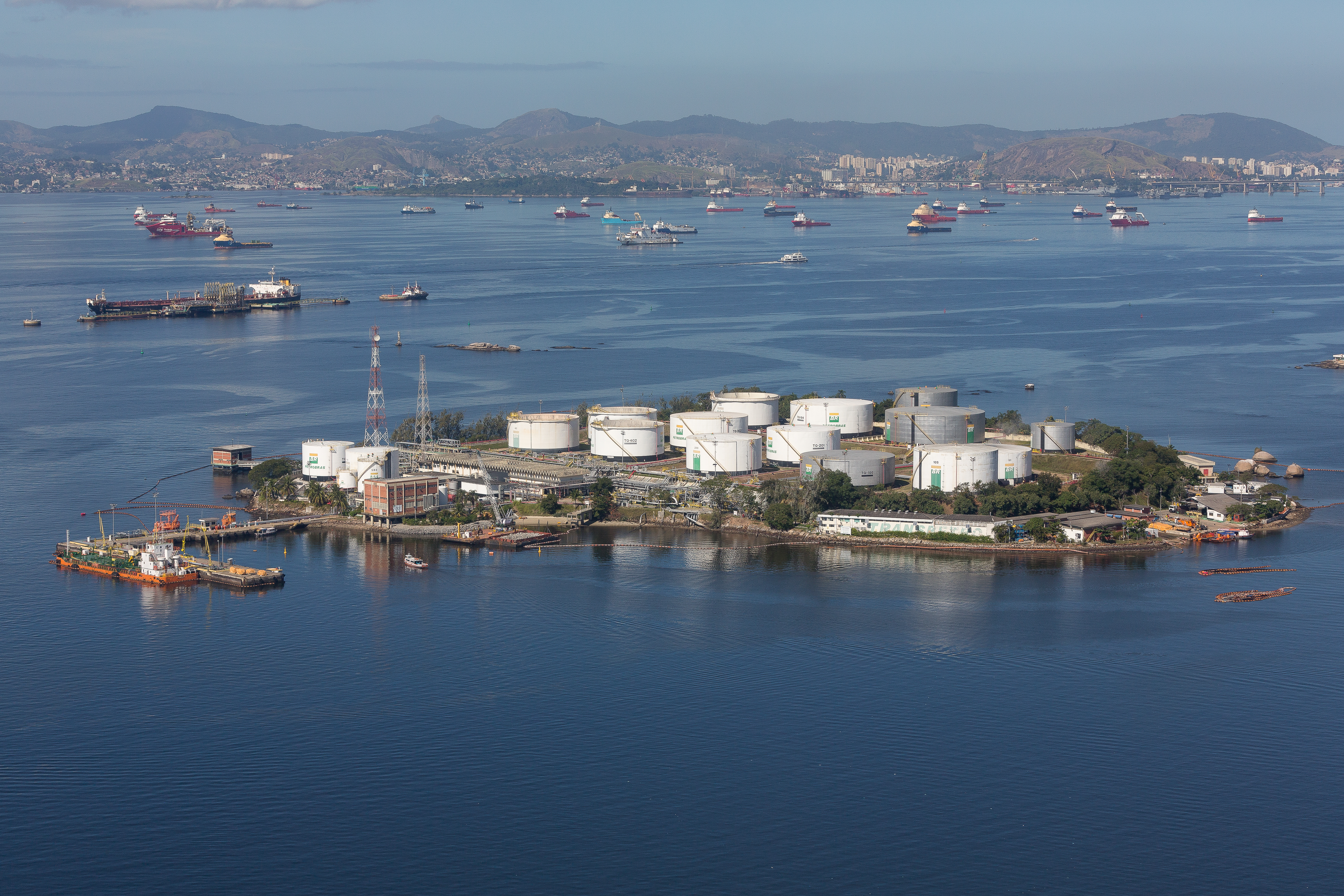
Terminal da Transpetro em Ilha d'Água, Rio de Janeiro

A navegação de longo curso transportou 88,9% do valor das exportações e 74% das importações em 2023. A Marinha Mercante Brasileira participa de muito pouco do comércio internacional brasileiro, embora os navios construídos no país e arvorados com a bandeira nacional já tenham tido participação maior no passado. A construção naval, alimentada pela demanda da indústria petrolífera, permanece ativa. No comércio interno, a cabotagem, que no passado foi o meio de transporte exclusivo entre os centros do litoral, respondia por 15% da demanda de transporte em 2015. Diversos cabos submarinos, uma infraestrutura crítica de comunicação internacional, passam sob as águas brasileiras.
A maior parte do petróleo e gás natural produzidos no Brasil estão no mar e especificamente na camada pré-sal, abaixo de quilômetros de rochas. A produção cresce continuamente desde o início da extração no pré-sal, em 2010, e em 2018 o Brasil tinha a 14.ª maior reserva de petróleo do mundo. A abertura dos campos do pré-sal foi recebida com euforia pelas lideranças nacionais, pois a produção de combustíveis foi um gargalo na história econômica do país. O Brasil se tornou, em teoria, autossuficiente em petróleo, mas, por falta de capacidade nas refinarias, ainda importa o produto bruto e seus derivados. Segundo a Petrobras, a produção diminuirá ao final dos anos 2020. A margem equatorial brasileira é uma nova fronteira de exploração, mas a empresa ainda não recebeu autorização do Instituto Brasileiro do Meio Ambiente e dos Recursos Naturais Renováveis (Ibama) para perfurar a maioria dos campos.

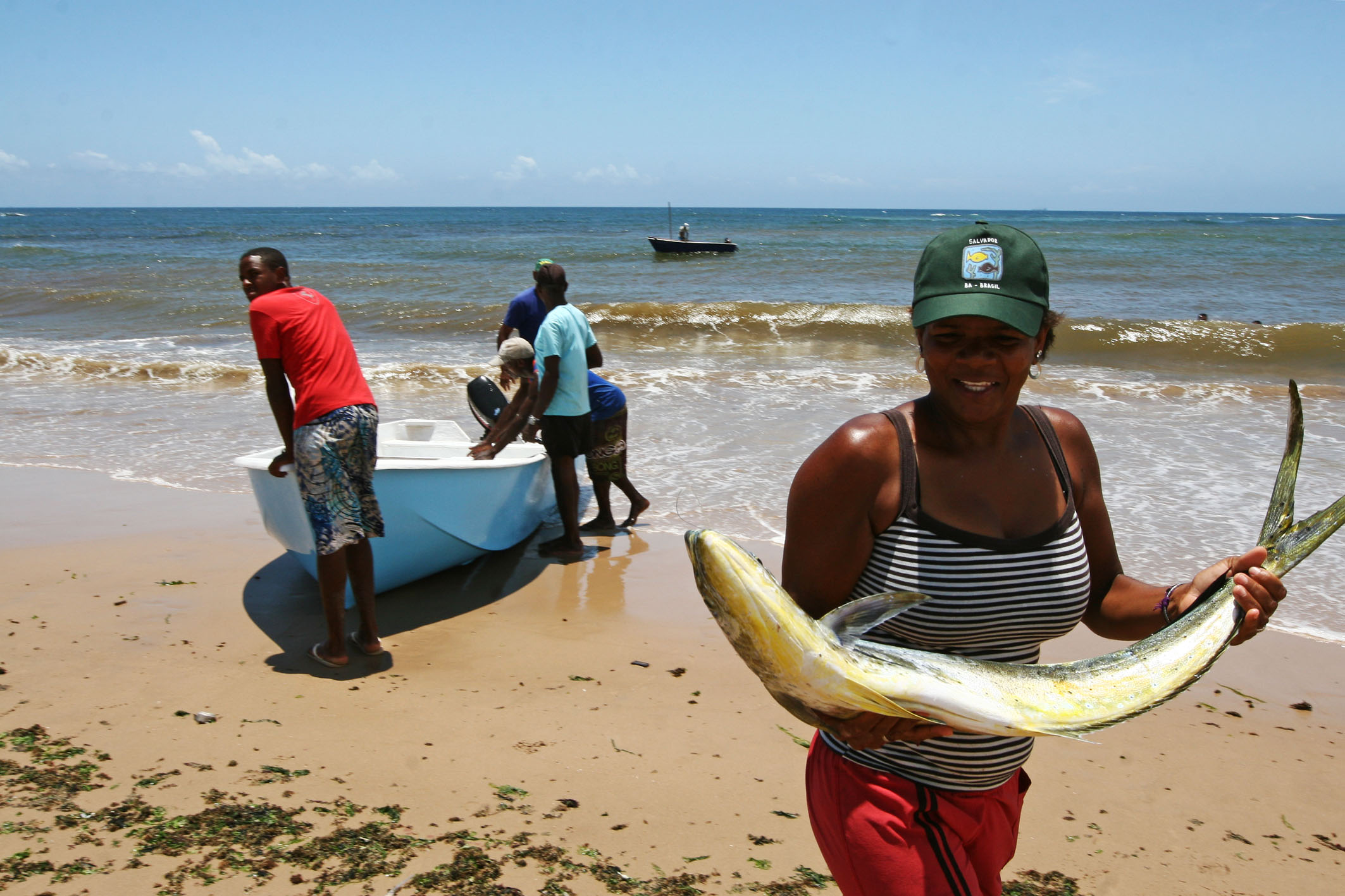
Pescadores artesanais na praia da Pituba, Bahia

O leito marinho e subsolo do Atlântico Sul são uma nova fronteira de mineração marinha, cujo potencial mineral ainda não é conhecido por completo, mas o interesse é crescente à medida que se esgotam reservas terrestres e avança a tecnologia de exploração marítima. A plataforma continental brasileira tem jazidas de granulados, minerais pesados, carvão, fosforitas, evaporitos, enxofre, hidratos de gás, crostas cobaltíferas, sulfetos polimetálicos e nódulos polimetálicos. No presente, poucos desses recursos são explorados. A mineração marinha tem grande impacto ambiental e só é viável quando não houver recursos equivalentes e de menores custos de exploração no continente.
Na pesca, a frota industrial brasileira produz menos de 1% do total mundial. A grande extensão das águas jurisdicionais, por si só, não torna o país uma potência pesqueira, pois as águas quentes e oligotróficas das correntes marítimas do Brasil e Guianas não produzem grandes biomassas de pescado. A pesca artesanal tem grande valor social, sendo a fonte de sustento de mais de um milhão de pescadores e suas famílias. Os mares brasileiros têm também potenciais ociosos de obtenção de biotecnologia e geração de energia renovável (maremotriz, ondomotriz, eólica offshore, osmótica e conversão de energia térmica oceânica).

### Meio ambiente

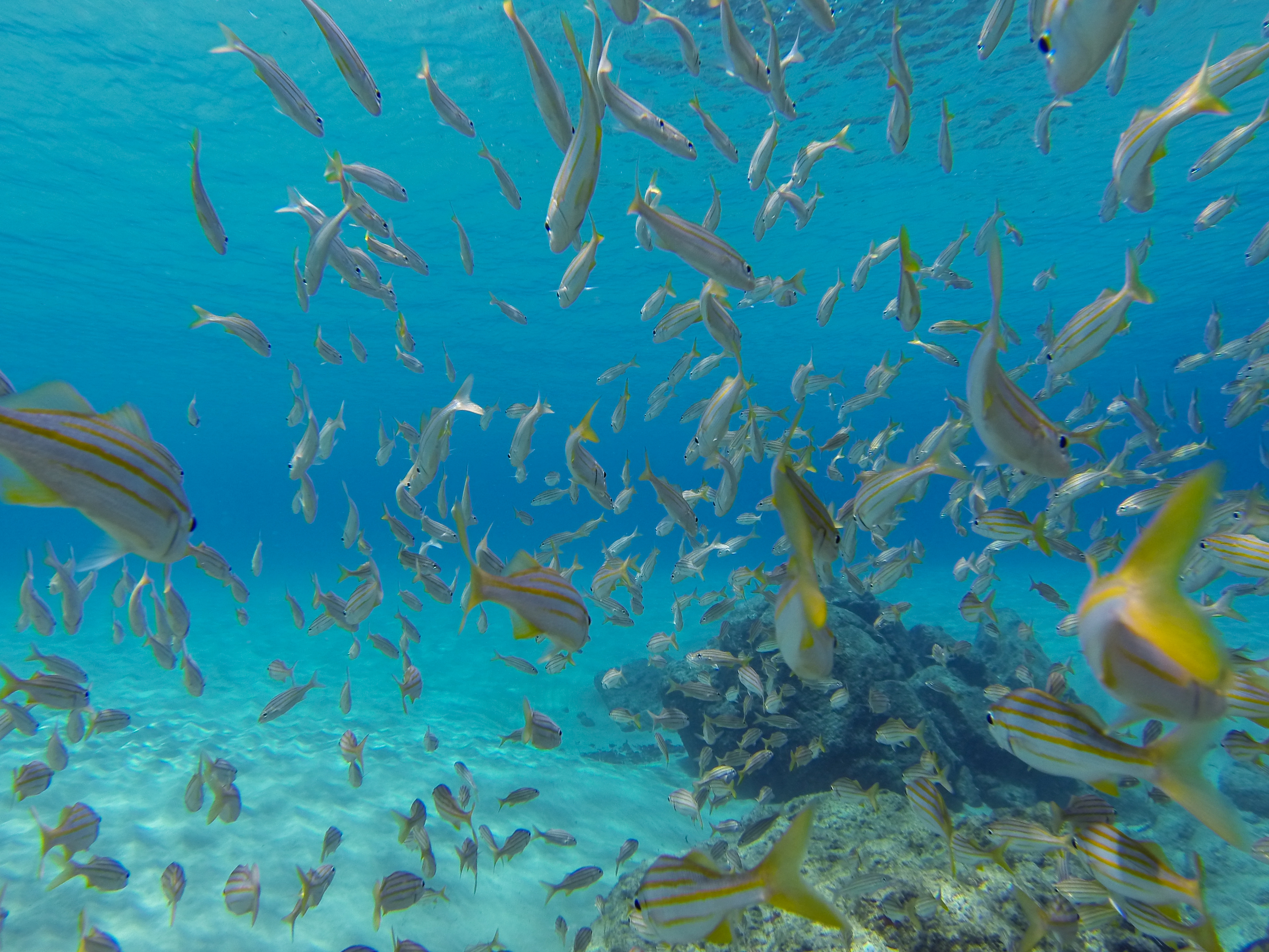
Cardume nas águas de Fernando de Noronha

O discurso oficial faz uma equivalência entre a "grandiosidade da nossa floresta tropical", no sentido da riqueza e vulnerabilidade de seu patrimônio biológico, com o "tesouro" biológico da Amazônia Azul. Pesquisadores já identificaram 9 103 espécies marinhas no litoral brasileiro, cujo ecossistema é vasto, hidrológica e topograficamente complexo e de elevados níveis de endemismo. Comunidades distintas habitam manguezais, restingas, campos litorâneos, planícies intermarés, dunas, falésias, baías, estuários, recifes de corais, praias, costões e outros ambientes, no litoral, e encostas sedimentadas, cânions submarinos, corais formadores de recife ou solitários, emanações e pockmarks de metano, montes submarinos e guyots, nas águas profundas.
Os estrategistas políticos da Amazônia Azul não ignoram a conservação ambiental, embora ela não seja o foco do conceito. A concentração demográfica no litoral é um grande desafio. Estes ecossistemas são pressionados pela sobrepesca, navegação, poluição portuária e terrestre, desenvolvimento costeiro, mineração, extração de petróleo e gás, espécies invasivas e mudança do clima. As combinações mais críticas de fatores de risco com biodiversidade estão em áreas marítimas sem unidades de conservação no Sudeste e no sul da Bahia. A cobertura de áreas protegidas marinhas na ZEE subiu de 1,5% a 25% em 2020 graças a novas unidades ao redor dos arquipélagos de Trindade e Martim Vaz e São Pedro e São Paulo, permitindo ao Brasil anunciar o cumprimento da meta numérica de conservação assumida na Convenção sobre Diversidade Biológica. São áreas remotas, onde a conservação tem menos interesses econômicos a ferir.

### Segurança

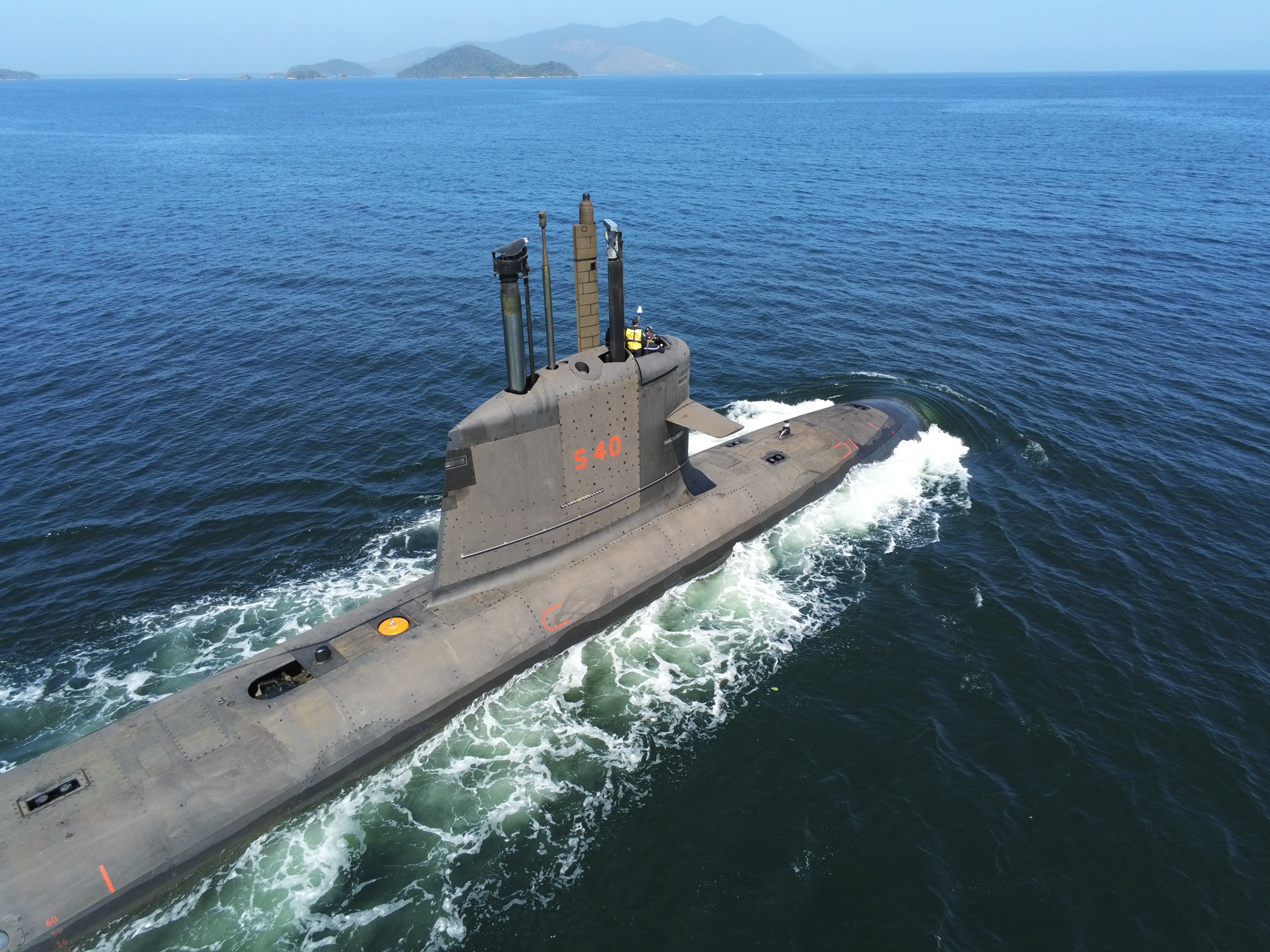
Submarino Riachuelo (S-40), primeiro obtido no Programa de Desenvolvimento de Submarinos

Para o público brasileiro, a Amazônia evoca a vulnerabilidade e a defesa do território nacional. Militares temem a "cobiça internacional" das riquezas amazônicas, recursos em vias de esgotamento que, na lógica malthusiana de alguns estrategistas brasileiros, serão o objeto de conflitos futuros. O pressuposto é que a existência de recursos naturais num espaço implica um dever de ocupá-lo militarmente, especialmente onde a presença do Estado é rarefeita, atraindo a ganância estrangeira. Esse entendimento já é antigo para a Amazônia Verde, onde há uma escalada na presença militar desde o final do século XX. As justificativas são possíveis ameaças não convencionais, uma intervenção militar internacional ou até mesmo a internacionalização da Amazônia.
A defesa da Amazônia Azul é, portanto, central aos argumentos para modernizar os meios operacionais da Marinha; o almirante Carvalho começou seu artigo com a proposição de que "toda riqueza acaba por se tornar objeto de cobiça, impondo ao detentor o ônus da proteção", e, ao parágrafo final, ponderou: "os limites das nossas águas jurisdicionais são linhas sobre o mar. Elas não existem fisicamente. O que as define é a existência de navios patrulhando-as ou realizando ações de presença". Setores nacionalistas e militares da sociedade preocupam-se especialmente com a segurança do petróleo e gás natural da plataforma continental. No discurso oficial, o Atlântico Sul como um todo é estratégico, ameaçado e precariamente controlado.

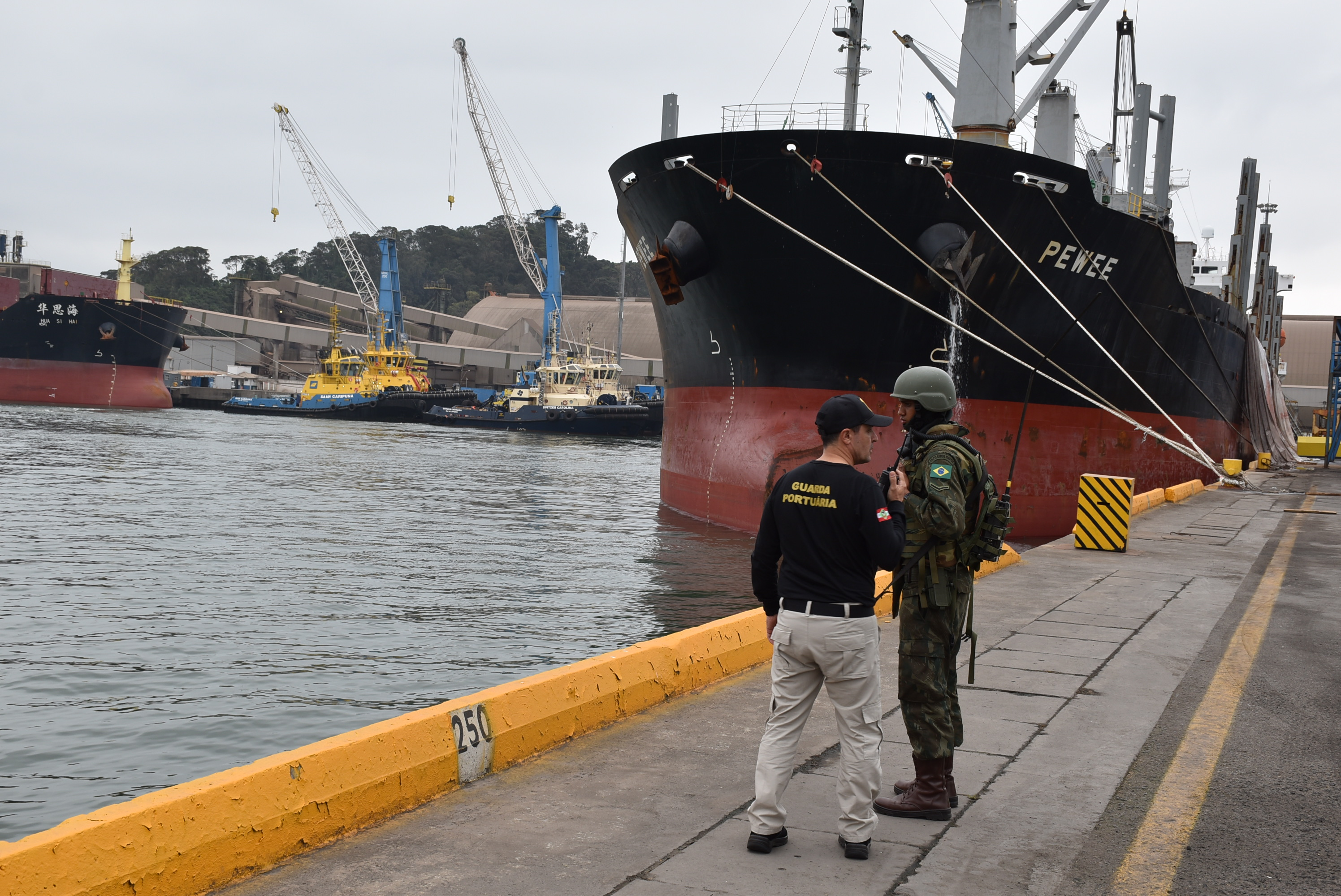
Guarda portuário civil e fuzileiro naval no porto de São Francisco do Sul, Santa Catarina

Não houve inimigo claro apresentado pela propaganda da Amazônia Azul, impedindo o pleno convencimento do público, na opinião do jornalista Roberto Lopes. Ameaças convencionais pareciam distantes no pós-Guerra Fria. O Atlântico Sul é "uma zona tradicionalmente de paz", na definição do ex-ministro da Defesa e das Relações Exteriores, Celso Amorim. Ao contrário do Atlântico Norte, é uma região periférica aos principais fluxos comerciais e questões político-estratégicas, no consenso da literatura internacional especializada. O Brasil tem relações cordiais com seus vizinhos terrestres e, sob a hegemonia dos Estados Unidos, a probabilidade de uma guerra é baixa e o país tem se dado ao luxo de manter uma baixa prontidão militar. A estratégia dissuasiva brasileira não tem nenhum alvo oficial.
Em 1997 o jornal O Globo perguntava ao representante do Serviço de Relações Públicas da Marinha: "A maioria dos brasileiros acha que a possibilidade de o Brasil se envolver em uma guerra é muito remota, senão impossível. Como a Marinha fará para convencer a sociedade de que ela precisa se equipar?" A resposta foi que o debate sobre a defesa deveria envolver toda a sociedade (especialmente a imprensa), e não só os militares. Um analista do Instituto Naval dos Estados Unidos observou em 2009 que houve pouca ou nenhuma discussão pública no Brasil sobre a ameaça que precisaria ser dissuadida por um dos principais programas da Marinha, o de obtenção de um submarino nuclear.
Em dissertação na Escola de Guerra Naval, Felipe Malacchini Maia analisou vulnerabilidades e potenciais ameaças à Amazônia Azul, ressalvando que "não há intenção de alarmar ou de apontar a iminência de uma ameaça ao Brasil no mar ou a partir do mar, o que já se adianta não haver". Baseado na teoria realista das relações internacionais, considerou tudo que poderia ser usado contra o país e não o alinhamento político dos outros países, que no momento da publicação (2020), não indicava ameaça — mas a conjuntura política sempre pode mudar. As ameaças hipotéticas são tanto clássicas (forças estatais regulares) quando não clássicas (grupos subestatais). Sua análise vai além das águas jurisdicionais para cobrir todo o entorno estratégico brasileiro, que do ponto de vista da Marinha, consiste numa "área vital", a Amazônia Azul, uma "área primária", o Atlântico do paralelo 16° N até a Antártica, e uma "área secundária", o Mar do Caribe e Oceano Pacífico oriental. Dentro da área vital, as prioridades são as faixas de Santos a Vitória, a foz do Amazonas, os arquipélagos, ilhas oceânicas, plataformas petrolíferas e instalações navais e portuárias.

#### Ameaças não-estatais

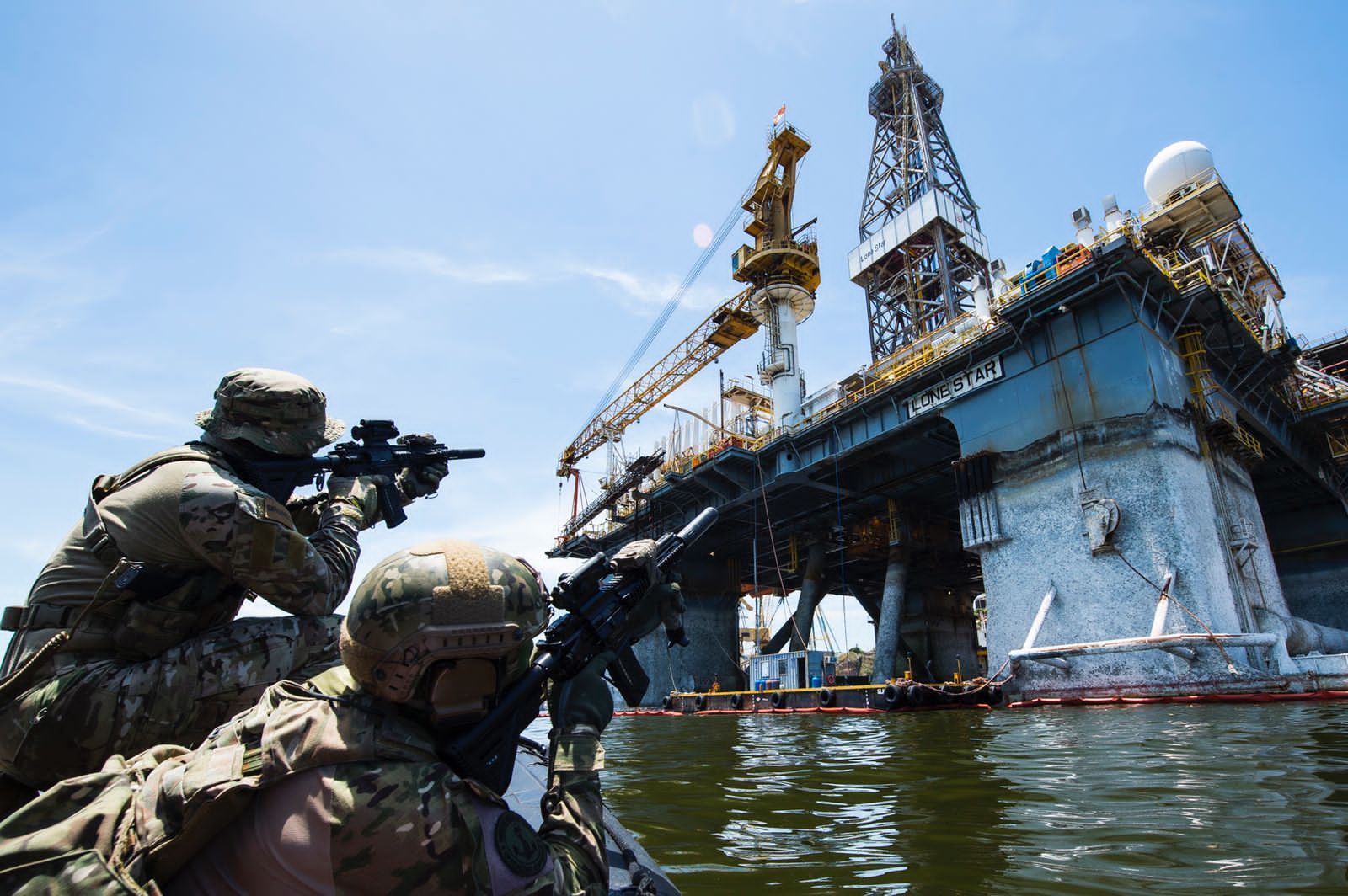
Exercício de infiltração de plataforma petrolífera pelo Grupamento de Mergulhadores de Combate

O governo brasileiro expressa preocupação com as "novas ameaças" marítimas como a pirataria, o terrorismo, o tráfico de drogas, armas e humano, os crimes ambientais, a pesca ilegal, a biopirataria e outros ilícitos transnacionais. Alguns já estão presentes na costa ocidental africana e podem eventualmente chegar às linhas de comunicação marítimas usadas pelo Brasil. A Marinha frequentemente encontra navios realizando despejos ilícitos e outras infrações ambientais. "Navios fantasma", que deliberadamente ocultam sua posição e movimentos, podem ser usados para os crimes já mencionados, o levantamento geológico e pesquisas biológicas não autorizados e a espionagem e roubo de dados dos cabos submarinos.
Embarcações nas águas internas e territoriais enfrentam casos pontuais de roubo armado, que são um problema mais de segurança pública do que de defesa. Incidentes com barcos pesqueiros ilegais são frequentes nas águas internacionais próximas ao Brasil. Na Argentina, isso já têm levado à abordagem, apreensão, perseguição e mesmo afundamento desses navios. Um pesqueiro brasileiro foi atacado por um navio chinês em águas internacionais em 2018, e o presidente do Sindicato da Indústria de Pesca do Rio Grande do Norte comentou: "está acontecendo uma guerra no mar, uma guerra pelo atum".
As atividades de tipo policial são as "operações reais" que ocupam a rotina da Marinha e até excedem sua capacidade, como observado por James Holmes na The National Interest, revista americana de relações internacionais, em 2021. Como resultado, a instituição serve de "guarda costeira superpoderosa", preocupada em reprimir o crime nas suas águas jurisdicionais e auxiliar marinhas africanas no combate à pirataria. O autor considera que o Brasil tem a ganhar no cenário regional com essas iniciativas, mas que o mapa mental de seus estrategistas tem direção excessivamente leste-oeste. Os fluxos do tráfego marítimo têm sentido norte-sul, tornando improvável uma difusão da pirataria de uma margem à outra do Atlântico Sul. Apesar do predomínio de ações policiais, os programas de investimento ainda visam instrumentos típicos da guerra com outras marinhas, como o submarino nuclear e o porta-aviões.

#### Ameaças estatais

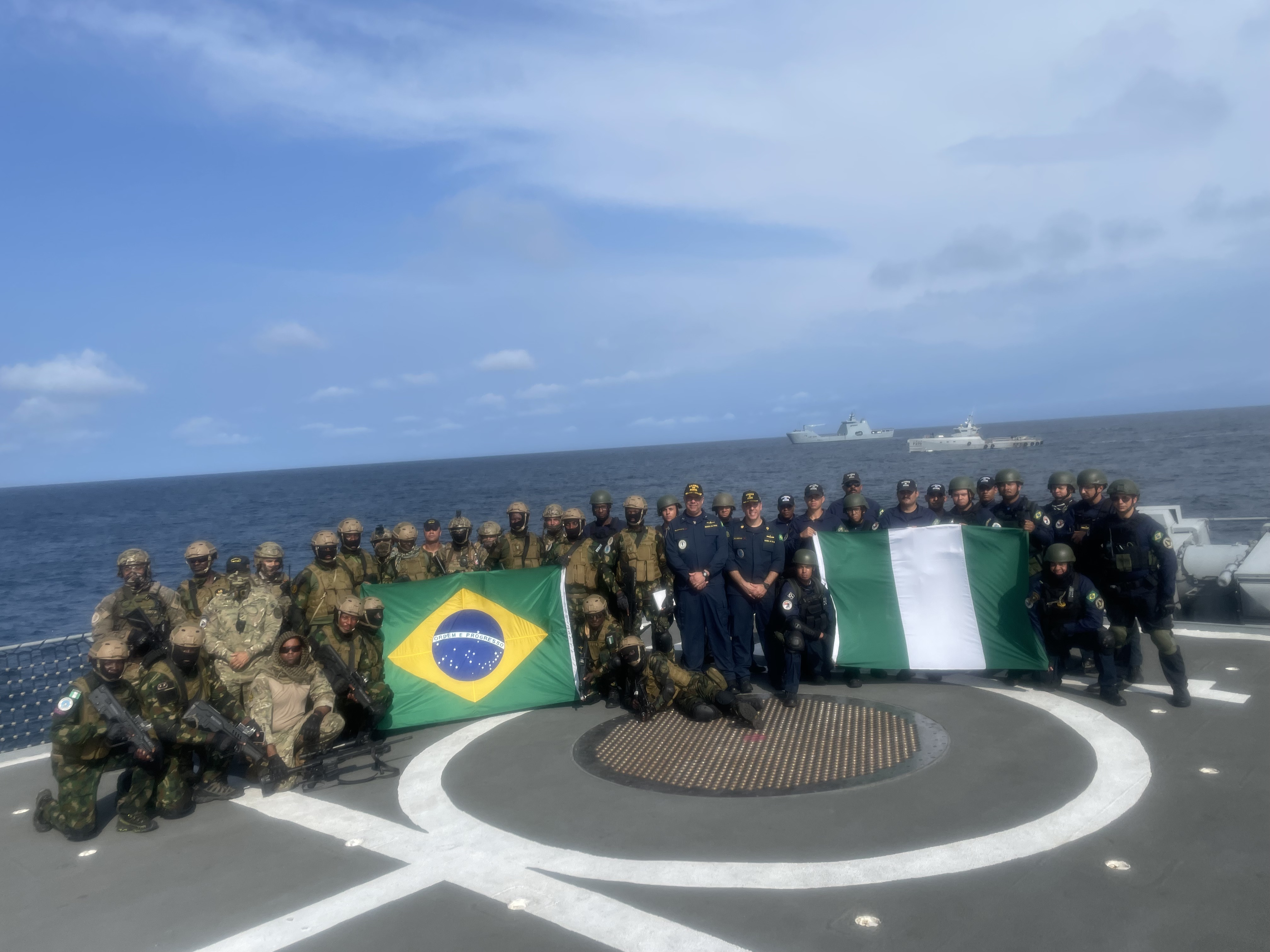
Exercício naval conjunto brasileiro-nigeriano, parte da política brasileira de cooperação no Atlântico Sul

O pensamento militar brasileiro não descarta o retorno das ameaças tradicionais — Estados mais poderosos que o Brasil contestando sua jurisdição sobre a Amazônia Azul. Não seriam países do Atlântico Sul, aos quais se busca uma aproximação diplomática, mas potências extrarregionais. A posição oficial, manifestada pelo Comando da Marinha e documentos oficiais como a Estratégia Nacional de Defesa, é de que a presença militar dessas potências no Atlântico Sul é motivo de preocupação e qualquer intromissão de conflitos e rivalidades externos à região deve ser repudiada.
Uma disputa pesqueira, como na Guerra da Lagosta, poderia escalar a uma crise com outro país. Outros pretextos para uma intervenção foram publicados pela revista Âncoras e Fuzis, do Corpo de Fuzileiros Navais, em 2016. A responsabilidade de proteger poderia ser invocada por preocupações ambientais. Num cenário imaginado para os anos 2030, os "Estados Unidos do Mundo", o "Reino Coeso" e outras potências pedem que se interrompa a extração de petróleo no pré-sal após diversos vazamentos. As plataformas sofrem atos de sabotagem e "países ligados a grandes companhias de exploração de petróleo" "propõem a gestão compartilhada do Pré-Sal e também dos recursos minerais já prospectados na Amazônia Azul"; "vários parlamentares brasileiros estariam preparando projetos de lei nesse sentido".

Estados membros da ZOPACAS

A política de segurança para o Atlântico Sul combina o reaparelhamento militar com a cooperação sul-sul, realizando exercícios navais conjuntos, assessoria militar e transferências de armas a países africanos. Seu objetivo é suplantar a necessidade de se recorrer às potências extrarregionais. Na esfera diplomática, o Brasil participa de duas organizações regionais, a Zona de Paz e Cooperação do Atlântico Sul (ZOPACAS) e a Comunidade dos Países de Língua Portuguesa (CPLP), mas elas são incipientes. A ZOPACAS não é uma aliança militar defensiva e, mesmo se fosse, seu poder naval acumulado não se compararia às potências extrarregionais. O discurso benevolente mas unilateral do Brasil tem o risco de ser confundido com uma intenção hegemônica, e o reaparelhamento militar pode estimular novas competições.
No caso de uma guerra naval, a extensão do litoral facilita a projeção de poder ao Atlântico Sul, mas também expõe o Brasil à projeção de poder de um inimigo. Em teatros de operação mais distantes do litoral, o pequeno número de ilhas oceânicas dificultaria uma estratégia de antiacesso/negação de área (A2/AD). Duas delas têm um potencial defensivo não aproveitado: Fernando de Noronha tem uma pista de pouso, mas nenhum monitoramento dos meios navais nas suas redondezas, e Trindade já foi objeto de estudos não implementados para uma pista de pouso e infraestrutura para navios.
As carências da frota e a dependência energética e comercial no mar deixariam o país vulnerável. O consenso dos especialistas da área em 2012 era que o país não tinha meios navais e redes de vigilância e logística em quantidade e nível tecnológico suficiente para dissuadir potenciais ameaças. A limitada consciência situacional marítima atrasaria a reação da frota, que está concentrada no Rio de Janeiro. No caso da elevação do Rio Grande, por exemplo, a esquadra está a 1 500 km de distância e em 2023 dispunha somente de cinco escoltas e um submarino convencional em operação. O comando de Distrito Naval mais próximo, o 5.º, só tinha dois navios-patrulha à disposição. Um oficial na Revista Marítima Brasileira concluiu que a Marinha não conseguiria aplicar uma estratégia A2/AD contra um adversário convencional na região, mas se mostrou esperançoso com a mudança do panorama pelos programas previstos no Plano Estratégico da Marinha 2040.

#### Presença extrarregional

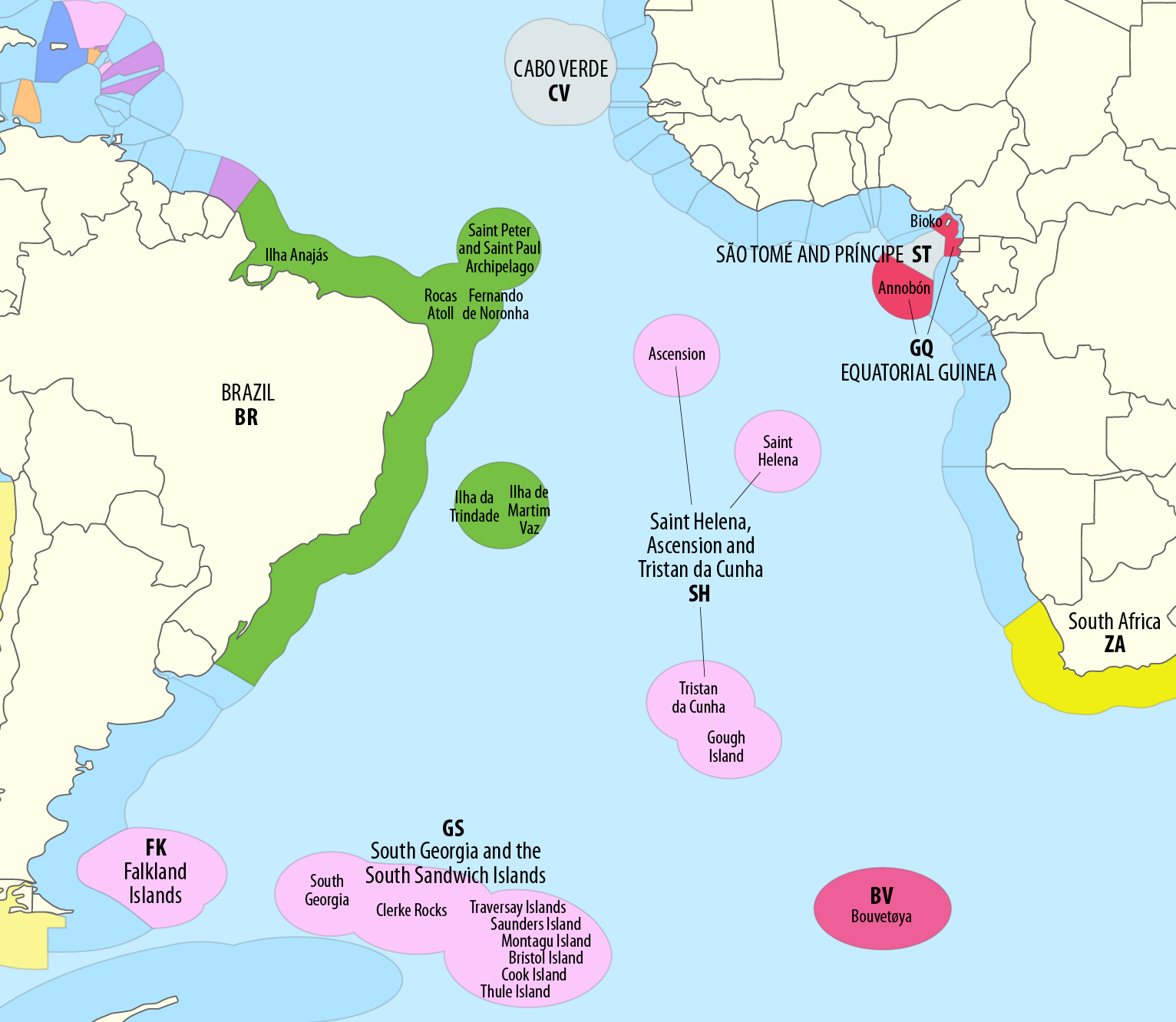
Zonas econômicas exclusivas no Atlântico Sul

A atuação de potências extrarregionais no entorno estratégico brasileiro é uma realidade. Os Estados Unidos têm os comandos do Sul e da África e bases nas ilhas de Curaçao e Ascensão. O Reino Unido tem um "colar de pérolas" de possessões ultramarinas: Ascensão, Santa Helena, Tristão da Cunha e Falklands/Malvinas, das quais só a primeira e a última têm estrutura para sediar aeronaves e navios. A França têm tropas nas Antilhas, na Guiana Francesa e na África ocidental. Os Países Baixos têm uma força constabular em Curaçao. A Rússia tem presença militar na Venezuela, mas sem bases. A China tem influência naval crescente em países africanos, sugerindo um possível declínio do soft power brasileiro.
Os EUA, Reino Unido, França e Países Baixos são membros da Organização do Tratado do Atlântico Norte (OTAN), que têm operado contra a pirataria no Golfo da Guiné. As três primeiras potências são as mais relevantes, pois têm capacidade logística para projetar poder no Atlântico Sul. O "colar de pérolas" britânico divide ao meio o oceano e suas pontas (Ascensão e Falklands/Malvinas) servem de plataforma para estrangular as passagens ao Atlântico Norte e Pacífico ou mesmo atacar o continente sul-americano. Ascensão é uma base de interceptação de sinais e monitoramento global e foi área militar crucial na Guerra das Malvinas, em 1982.
Desde essa guerra, as três potências da OTAN tornaram-se inimigos hipotéticos no imaginário sul-americano. O presidente Luís Inácio Lula da Silva relacionou a reativação da Quarta Frota dos Estados Unidos em 2008 às descobertas do pré-sal brasileiro. No Conselho de Segurança das Nações Unidas, o país manifestou em 2013 sua preocupação com as parcerias estabelecidas pela OTAN com países do Atlântico Sul. Á época, perdurava uma enorme assimetria de forças navais e aéreas entre essas potências e os países dos dois lados do Atlântico Sul, o que o Brasil teria que levar em conta a longo prazo.
Navios de pesquisa não-autorizados de potências extrarregionais já se fizeram presentes nas águas jurisdicionais brasileiras. No final dos anos 2000, autoridades brasileiras só ficaram cientes de pesquisas (em sua maioria russas e chinesas) na plataforma continental estendida quando seus resultados foram publicados em periódicos e congressos científicos. Em fevereiro de 2020 o navio de inteligência da Marinha Russa Yantar, suspeito de espionagem de cabos submarinos, adentrou a ZEE brasileira. O Yantar sumiu do monitoramento e só foi encontrado novamente seis dias depois, por um helicóptero da Marinha e um avião da FAB, a 80 km do Rio de Janeiro, dando respostas evasivas sobre o seu trabalho. Ele foi conduzido ao porto do Rio de Janeiro, de onde deixou as águas brasileiras sob o acompanhamento da Marinha. Em abril de 2023 o navio de pesquisa alemão RV Maria S. Merian operou sem autorização sobre a elevação do Rio Grande. A fragata Independência (F-44) foi acionada e o navio de pesquisa deixou as AJB.

## Iniciativas estatais

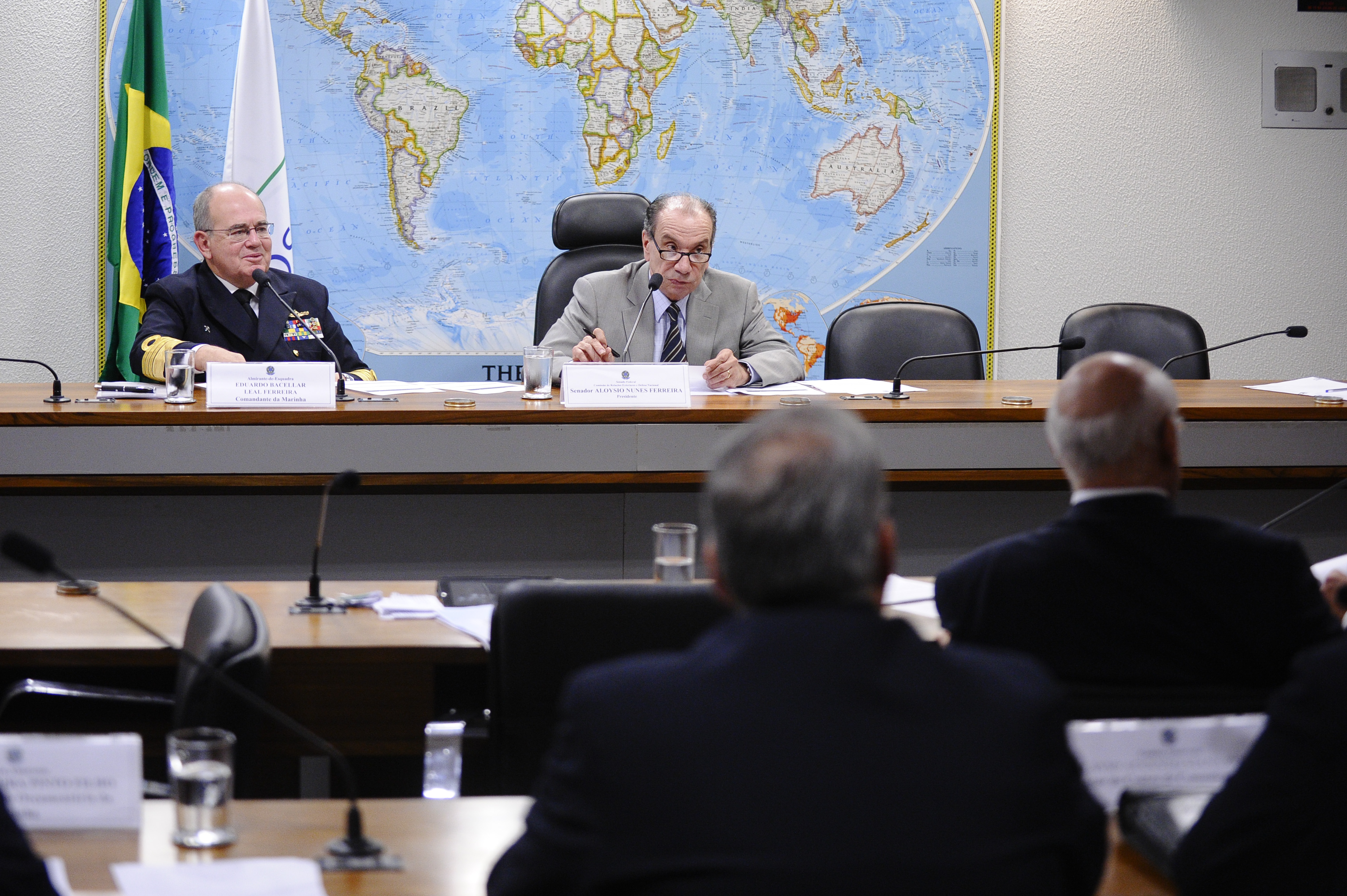
Eduardo Bacellar Leal Ferreira, comandante da Marinha em 2015, apresenta projetos estratégicos da força à Comissão de Relações Exteriores e Defesa Nacional do Senado

O que se poderia chamar de "estratégia oceânica brasileira" tem execução descentralizada, governança por um emaranhado de políticas, planos e ações — a Política Nacional do Mar (PNM), Política Nacional para os Recursos do Mar (PNRM) e Planos Setoriais para os Recursos do Mar (PSRM) — e coordenação pela Comissão Interministerial para os Recursos do Mar (CIRM). A CIRM não é uma entidade administrativa. Suas reuniões são coordenadas por um oficial da Marinha, representante do comando da instituição, que exerce também a chefia da Secretaria (SECIRM).
A PRNM é a estrutura geral para os PSRM quadrienais, de cuja gestão participam ministérios, agências de financiamento, entes privados e as comunidades acadêmica e científica. Desde o início, os focos dos PSRM foram a geração de conhecimento sobre o ambiente marítimo e a formação de recursos humanos. Segundo Alexandre Rocha Violante, instrutor de Relações Internacionais da Escola de Guerra Naval, "o Brasil é um dos poucos Estados em desenvolvimento que possui um planejamento estratégico para o uso do espaço oceânico em sua política interna e externa".
Para o jurista Victor Alencar Ventura, esta estratégia é um processo de muitas décadas e tem gerado benefícios à sociedade, embora um balanço seja difícil de fazer: algumas ações executadas sob os PSRM tiveram sucesso, como o Leplac e o Programa de Avaliação do Potencial Sustentável de Recursos Vivos na Zona Econômica Exclusiva do Brasil (ReviZEE), e outras foram negligenciadas. A estratégia oceânica, para ele, carece de melhor coordenação e continuidade entre os programas. A demora na atualização do sítio eletrônico da CIRM é para ele sintomática de uma falta de comunicação e diálogo, comprometendo a construção da "mentalidade marítima". A expansão da plataforma continental traz o risco do país não ter condições legais e institucionais para gerir essa área.

### Expansão dos limites

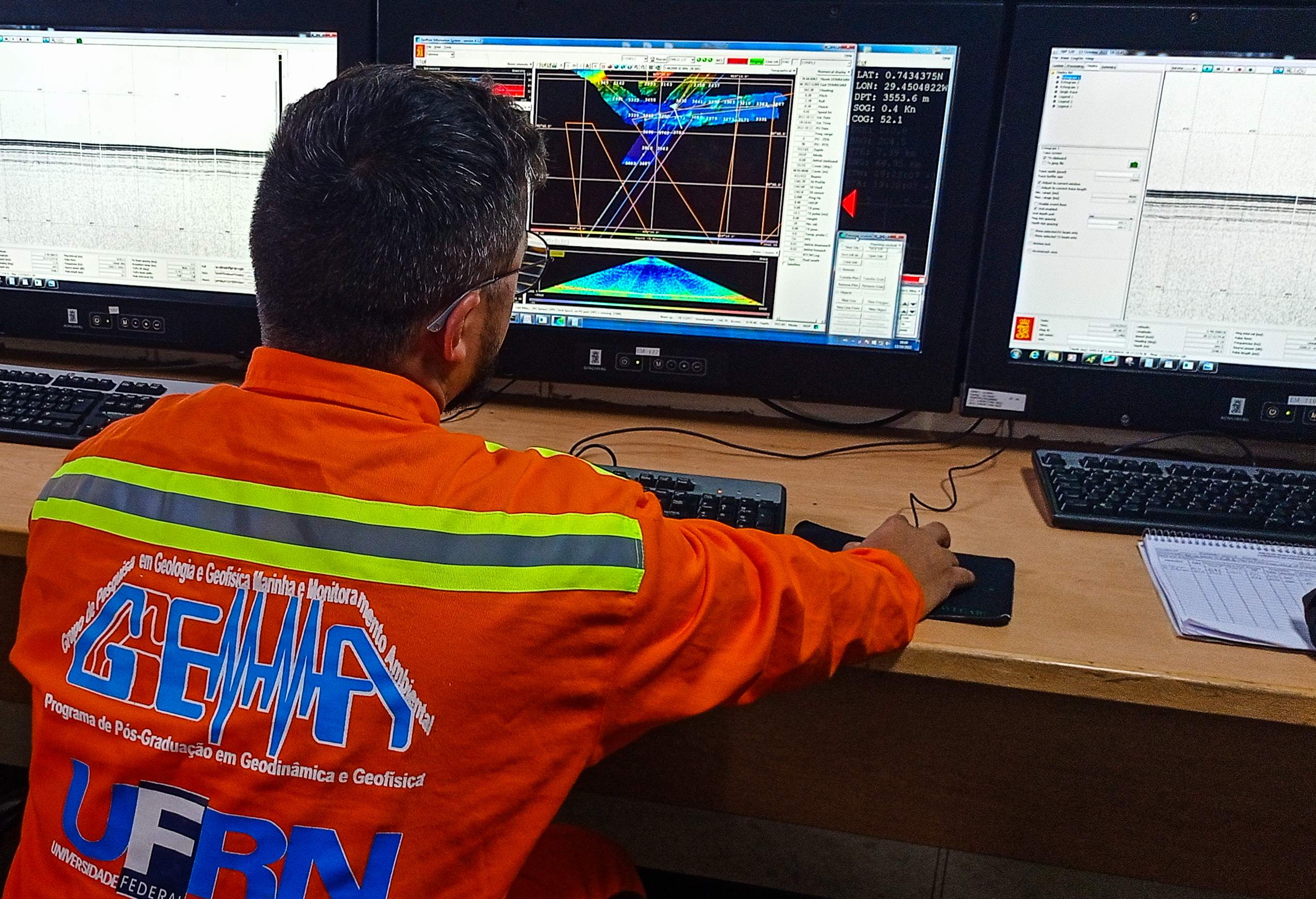
Pesquisador da Universidade Federal do Rio Grande do Norte analisa um levantamento batimétrico realizado pelo Vital de Oliveira

A delimitação da margem exterior da plataforma continental desenhará o formato definitivo da jurisdição marítima brasileira. É um processo ainda incompleto e foco de grande parte do discurso da Amazônia Azul. Após a entrega da proposta original à CLPC, em 2004, os representantes dos Estados Unidos na Organização das Nações Unidas (ONU) contestaram a credibilidade científica do documento brasileiro. A CLPC não considerou esta objeção, por não ser prevista na CNUDM, mas rejeitou 21% da proposta brasileira. A Petrobras, segundo fontes do Ministério das Relações Exteriores, era favorável a aceitar a contraproposta da CLPC para assegurar imediatamente trechos do pré-sal que estavam além da linha das 200 milhas. Entretanto, a decisão política foi de realizar novos levantamentos para revisar a proposta à CLPC.
Os limites da plataforma só se tornam definitivos e obrigatórios aos outros Estados quando uma proposta final, aceita pela CLPC, for consignada ao Secretário-Geral das Nações Unidas. Isto não significa que a plataforma estendida só exista após a decisão final da CLPC; o direito do Estado costeiro à sua plataforma é inerente. Neste período a pesquisa estrangeira não autorizada na PC estendida ficou evidente e a CIRM declarou em 2010 que "independentemente de o limite exterior da Plataforma Continental (PC) além das 200 milhas náuticas não ter sido definitivamente estabelecido, o Brasil tem o direito de avaliar previamente os pedidos de autorização para a realização de pesquisa na plataforma continental de sua PC, além das 200 MN". Ao mesmo tempo, estava em curso uma nova etapa do Leplac. A escolha estratégica do Brasil foi de só depositar seus limites ao Secretário-Geral quando todas as discordâncias com a CLPC fossem resolvidas.
A revisão à proposta brasileira foi encaminhada à CLPC em três partes em 2015, 2017 e 2018. A área reivindicada mais do que duplicou. O acréscimo mais notório, representando quase 20% da área total, foi o da Elevação do Rio Grande, uma feição submarina rica em minerais a 1 100 km do litoral do Sudeste. A expansão brasileira é uma territorialização da "Área", o trecho do fundo do mar em jurisdição internacional. No entendimento da CIRM, a territorialização é uma tendência mundial da qual o Brasil não deve se omitir. Com base nas propostas revisadas, uma fonte oficial afirmava em 2019 que o Brasil "possui o direito de explorar uma extensa área oceânica, com cerca de 5,7 milhões de km²"; outra, mais cautelosa, mencionava que "a nossa Amazônia Azul passará a ter uma área de cerca de 5,7 milhões de km²". Até 2025 a CLPC aprovou as propostas referentes às margens sul e equatorial, com a margem oriental permanecendo em espera. Um Estado costeiro pode propor revisões à CLPC quantas vezes quiser, mas há o risco de um ciclo interminável de propostas e contrapropostas.

### Pesquisa científica

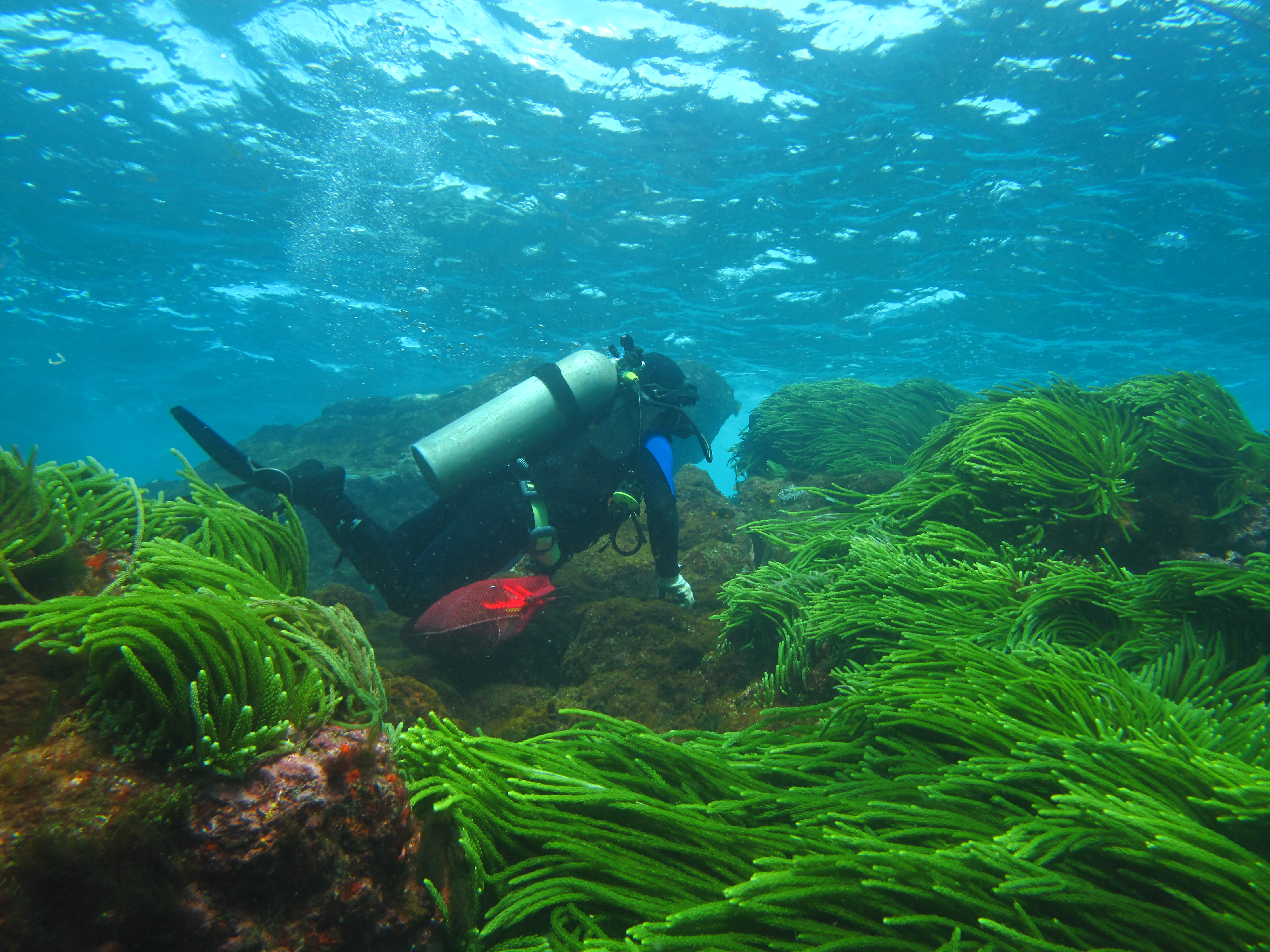
Mergulho para levantamento de bentos em Arraial do Cabo, Rio de Janeiro

A PSRM define vários programas de pesquisa no Atlântico Sul para fundamentar as propostas de extensão da plataforma continental, assegurar a presença nacional nas ilhas oceânicas e compreender a biodiversidade e recursos naturais da área. A "vertente científica" da Amazônia Azul, tal como explicada pela Marinha, é diretamente associada à soberania e ao usufruto social e econômico dos recursos do mar. Uma das ações da PSRM tem objetivo explícito de assegurar partes da zona econômica exclusiva: o programa de Pesquisas Científicas nas Ilhas (Proilhas), coordenado pela Marinha e responsável por manter uma ocupação permanente nos arquipélagos de Trindade e Martim Vaz e São Pedro e São Paulo.
Na CNUDM, as ilhas têm ZEE e plataforma continental próprias, mas não os rochedos que, por si só, não se prestam à habitação humana ou a vida econômica. Trindade tem 36 habitantes, a guarnição de um posto oceanográfico operado pela Marinha desde 1957. O programa científico (Protrindade) foi instituído em 2007 para organizar viagens de pesquisadores à ilha. Ela tem água potável, mas o acesso ao litoral rochoso só se dá por barcos pequenos ou helicópteros.

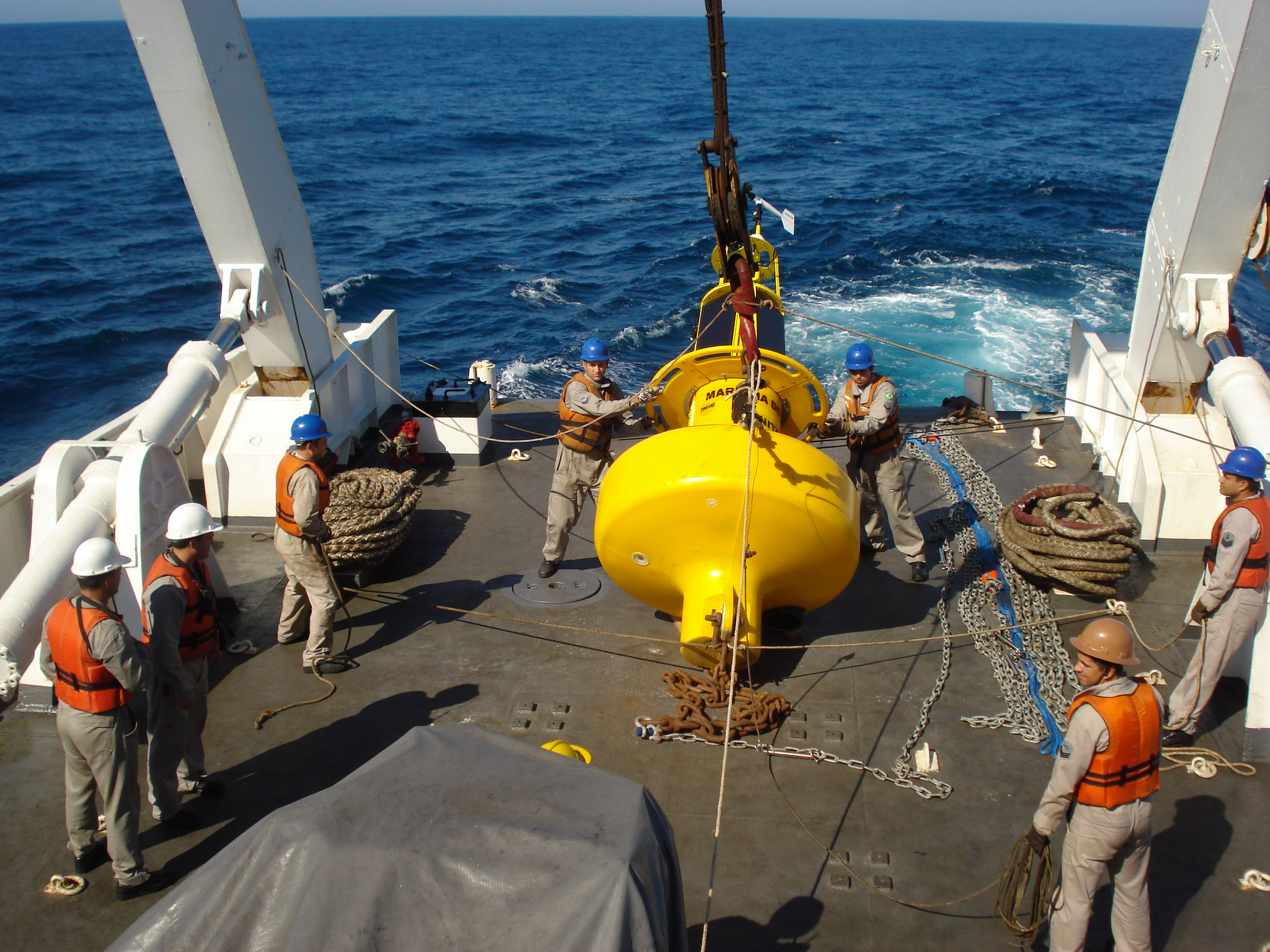
Recolhimento de boia pelo navio hidroceanográfico Amorim do Valle (H-35)

São Pedro e São Paulo tem quatro pesquisadores e militares. O governo brasileiro entende que a presença humana permanente já configura o status de ilha, independente do rodízio quinzenal da população e das dificuldades de sobrevivência. Um navio da Marinha precisa ser mantido constantemente nas proximidades do posto científico. O arquipélago consiste em ilhas e penedos sem solo ou água potável, sujeitos a eventos sísmicos e condições meteorológicas severas. Ele é de interesse biológico, por seu isolamento e posição intermediária entre a América do Sul e a África, e geológico, por sua origem não-vulcânica — uma porção emersa da Dorsal Mesoatlântica com rochas expostas do manto. Ainda assim, a ocupação humana foi estabelecida nos anos 1990 com o objetivo claro de expandir a ZEE. A Marinha argumentou na CIRM com os precedentes de Rockall, Okinotorishima, Clipperton, Jan Mayen e Aves, e o Ministério das Relações Exteriores foi favorável, mas receou a constestação por outros países, o que nunca chegou a ocorrer.
A Marinha também coordena o Sistema Brasileiro de Observação dos Oceanos e Estudos do Clima (GOOS-Brasil), que opera uma rede de boias de monitoramento meterológico e oceanográfico, e o programa de Desenvolvimento e Uso Sustentável da Amazônia Azul (Pro Amazônia Azul). O Ministério do Meio Ambiente coordena a Avaliação, Monitoramento e Conservação da Biodiversidade Marinha (Revimar), um levantamento do potencial produtivo de recursos vivos, que sucede o ReviZEE. Juntamente com a Secretaria da CIRM, organiza o programa de Planejamento Espacial Marinho (PEM). O Ministério de Minas e Energia é responsável pela Avaliação da Potencialidade Mineral da Plataforma Continental Jurídica Brasileira (Remplac), o Ministério da Ciência, Tecnologia e Inovação, pelo programa de Biotecnologia Marinha (Biotecmarinha) e o Ministério da Educação, pela Formação de Recursos Humanos em Ciências do Mar (PPG-Mar).

### Divulgação ao público

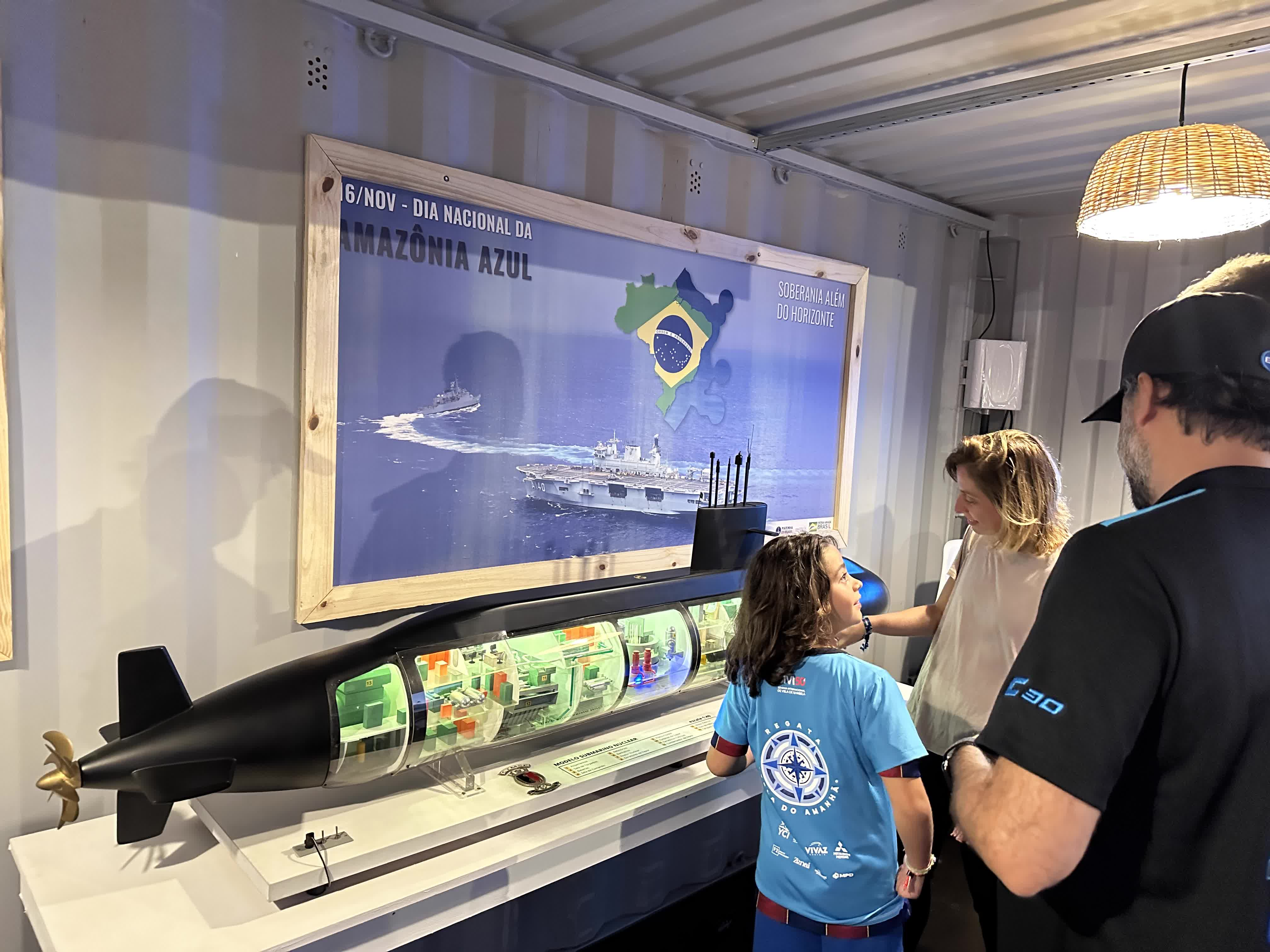
Exposição sobre o Dia Nacional da Amazônia Azul e modelo do futuro submarino nuclear na Semana Internacional de Vela de Ilhabela

A comunicação de temas ligados à Amazônia Azul faz parte do PSRM através do programa de Promoção da Mentalidade Marítima (Promar). Seu público-alvo declarado são os "membros dos poderes federal, estadual e municipal; formuladores de políticas e tomadores de decisão; comunidade científica e servidores públicos; professores e estudantes do País; comunicadores e formadores de opinião; e a população em geral, em particular os jovens". O último item revela ambições de longo prazo. O Promar é responsável por livros e cartilhas (incluindo livros didáticos distribuídos em parceria entre a Marinha e o Ministério da Educação), filmes institucionais, concursos de redação, palestras em colégios, universidades e seminários científicos, exposições itinerantes e outros métodos de divulgação.
Logo após o artigo do almirante Carvalho na Folha de São Paulo, em 2004, o assunto foi tema de reportagens televisivas e matérias de Roberto Godoy no Estado de S. Paulo. Entretanto, o jornalista Roberto Lopes avaliou que a Marinha não conseguiu o impacto desejado na opinião pública. O tema passou despercebido pela mídia independente e não encontrou porta-vozes de credibilidade suficiente no eixo Rio de Janeiro-São Paulo-Belo Horizonte-Brasília. O significado da "Amazônia Azul" não era óbvio a todos, pois remetia a alguma iniciativa da Marinha na "Amazônia Verde". Uma propaganda que precisa ser explicada tem eficácia duvidosa.  Ademais, a "ênfase que os chefes navais emprestavam às dimensões enormes da área marítima sob a responsabilidade do Brasil parecia perfeitamente clara e compreendida, mas faltava o elemento de convencimento acerca do perigo que a espreitava".

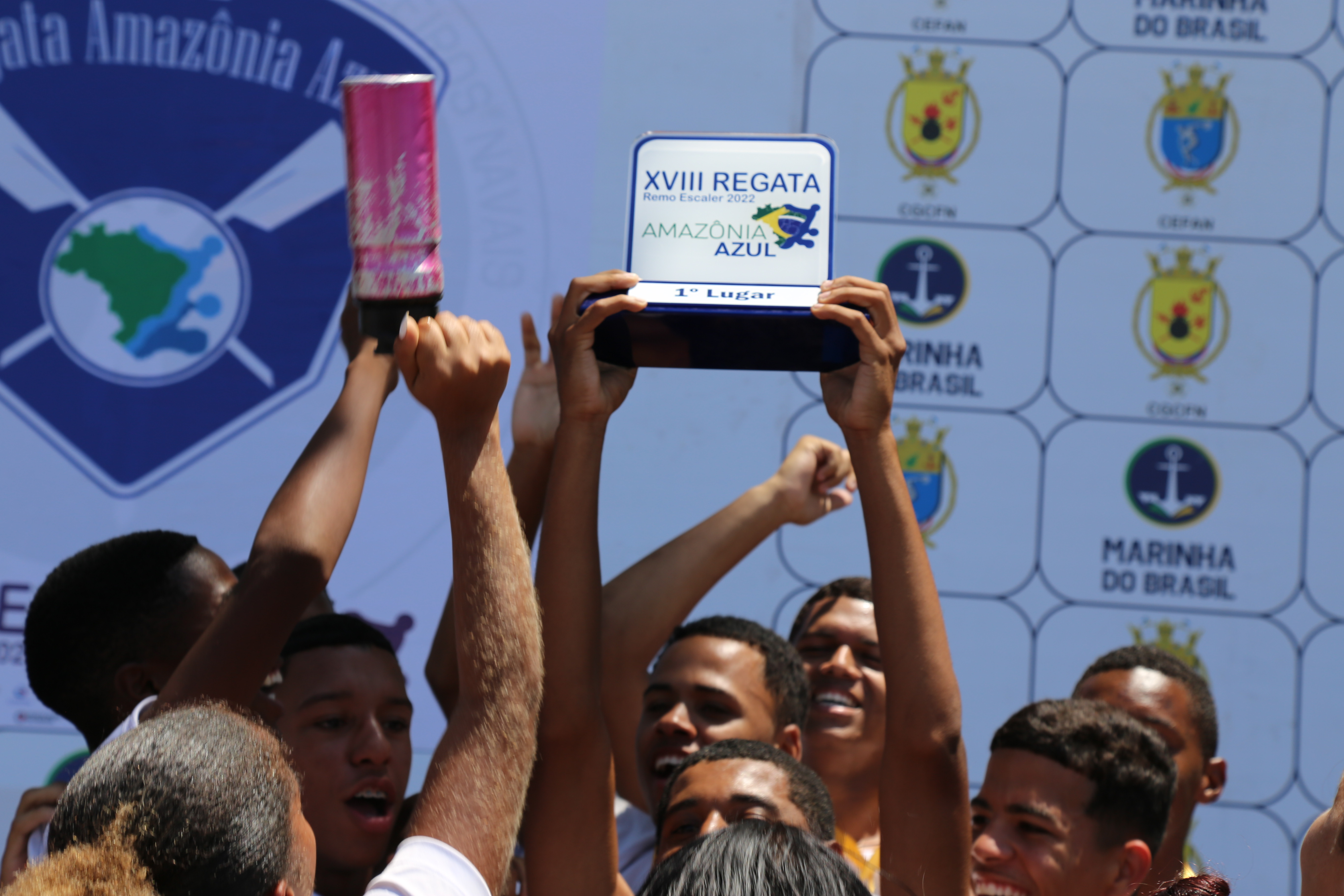
Premiação de competição esportiva batizada em homenagem à Amazônia Azul

Uma estatal criada em 2012 para participar do Programa de Desenvolvimento de Submarinos foi batizada de "Amazônia Azul Tecnologias de Defesa S.A." ou Amazul. O I Fórum Internacional de Gestão de Baías, realizado em Salvador em 2014, declarou a Baía de Todos os Santos como sede da Amazônia Azul. Em 2015 o Congresso Nacional designou a data de 16 de novembro, quando a CNUDM entrou em vigor em 1994, como "Dia Nacional da Amazônia Azul".
A princípio a área da Amazônia Azul e mesmo seus arquipélagos ainda não eram delimitados nos atlas brasileiros. A partir de 2023–2024, várias emissoras de televisão, como a Record, Correio Braziliense, Empresa Brasil de Comunicação, Band, CNN Brasil, Rede TV e Jovem Pan incluíram mapas com a Amazônia Azul na sua programação. Várias delimitaram a área nos mapas da previsão do tempo. A edição de 2024 do Atlas Geográfico Escolar, publicado pelo Instituto Brasileiro de Geografia e Estatística (IBGE), delimitou o "novo limite leste do sistema costeiro-marinho do Brasil". A mudança foi divulgada em seminários nos estados litorâneos brasileiros.
Apesar destas iniciativas, apenas 6% dos brasileiros conheciam o conceito da Amazônia Azul e outros 18% haviam ouvido falar em 2014, conforme uma pesquisa de opinião encomendada pelo Comando da Marinha à Fundação Getúlio Vargas. Algumas fontes julgam que a Marinha teve sucesso em transmitir o conceito à população, e que a "narrativa bem-sucedida" levou a Marinha ao "holofote dos debates políticos domésticos". Um analista na revista Tecnologia & Defesa ainda constatou uma "incipiente mentalidade marítima" no público em 2023.

### Reaparelhamento militar

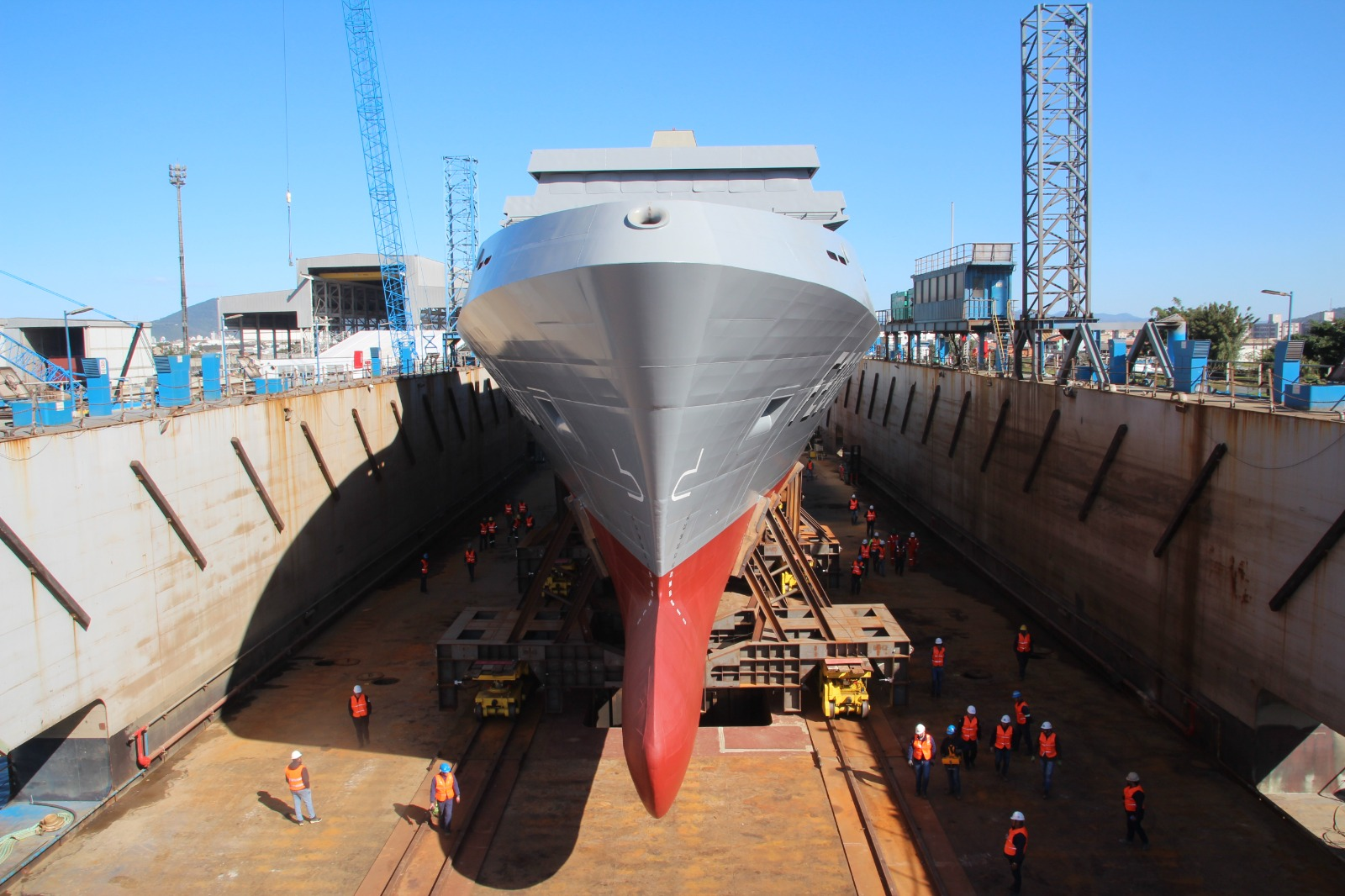
Fragata Tamandaré (F-200) no Estaleiro Brasil Sul

Nos anos 2000, a descoberta de novas jazidas de petróleo e gás natural, o crescimento econômico e a publicação de novos documentos de defesa, como a Estratégia de Defesa Nacional (END), permitiram novos programas de investimento na Marinha, que são enquadrados no tema da  "defesa da Amazônia Azul". A END preconiza que as Forças Armadas tenham meios adequados — satélites, aviação terrestre e embarcada e uma frota balanceada de submarinos e combatentes de superfície — para vigiar as águas jurisdicionais e dissuadir e negar o uso do mar a forças hostis. As descobertas do pré-sal justificaram politicamente o aumento nos gastos militares. A Marinha seria diretamente beneficiada, pois recebia uma parcela dos royalties da receita do petróleo.
O ambicioso Plano de Articulação e Equipamento da Marinha (PAEMB) de 2009 prometia até os anos 2030 uma esquadra digna de uma potência internacional: dois porta-aviões de 50 mil toneladas, seis submarinos de propulsão nuclear e 15 de propulsão convencional, quatro navios anfíbios, 30 combatentes de superfície principais e mais os navios auxiliares e de patrulha. Esta força seria acompanhada do Sistema de Gerenciamento da Amazônia Azul (SisGAAz), uma rede de monitoramento das águas jurisdicionais através de satélites, radares e equipamentos de sensoriamento submarino.
O PAEMB estava muito aquém das possibilidades orçamentárias e, à medida que a situação econômica piorou, foi abandonado no seu formato original. Em 2016 o SisGAAz deixou de ter data prevista de conclusão. De 2000 a 2022 a Esquadra desincorporou dois porta-aviões, um navio-tanque, três navios anfíbios, três submarinos, três navios varredores e onze navios de escolta. No mesmo período foram obtidos um porta-helicópteros, um navio anfíbio, uma escolta e dois submarinos. Quatro escoltas e três submarinos estavam em construção, mas se planejava desincoporar mais 40% da frota até 2028. Em 2023 a maior parte da frota de superfície beirava os 40 anos de idade e enfrentava a obsolescência em bloco. Na avaliação da Seaforth World Naval Review, "a não ser que a vontade política possa ser conseguida para aumentar seus recursos, a Marinha do Brasil ficará com uma capacidade muito abaixo das suas responsabilidades".

## Termos comparáveis
A ideia de combinar um bioma nacional com o mar foi aproveitada na Argentina com o projeto do "Pampa Azul", anunciado em 2014. O "Pampa Azul" foi criado para se tornar uma política de Estado, como a Amazônia Azul, abrangendo diversos ministérios, vertentes de ciência e defesa e levantamentos da plataforma continental estendida. A "Antártica Verde", programa do Exército Brasileiro para receber pesquisadores em áreas militares na Amazônia, foi nomeada numa provocação bem-humorada à Amazônia Azul da Marinha, que atua no Programa Antártico Brasileiro.

### Citações
1. 1 2  Ventura (2020), p. 281, 289.
2. 1 2  Costa (2017), p. 28.
3. 1 2  Ventura (2020), p. 280.
4. ↑  Costa (2017), p. 39-40, Taylor (2009), Marques (2007), p. 75.
5. ↑  Costa (2012), p. 20-21, Duarte (2016), p. 11, Ventura (2020), p. 278.
6. ↑  Maia (2020), p. 19-22, 115, Lopes (2014), p. 111, Violante (2022), p. 86, Duarte (2016), p. 5.
7. 1 2  Assumpção (2018), p. 37.
8. ↑  Marreiro (2021), p. 124.
9. ↑  Ventura (2020), p. 278-279, 366.
10. 1 2  Marreiro (2021), p. 128.
11. ↑  Silva (2017), p. 25.
12. 1 2  Marreiro (2021), p. 126-127.
13. ↑  CEMBRA (2022), cap. XX, p. 5-7, 22.
14. ↑  Marreiro (2021), p. 178.
15. 1 2 3  Costa (2012), p. 11.
16. 1 2 3  Ventura (2020), p. 277.
17. 1 2  Marreiro (2021), p. 127.
18. ↑  CEMBRA (2022), cap. XX, p. 2, 9.
19. ↑  Costa (2012), p. 11-12.
20. ↑  Marreiro (2021), p. 123, 178.
21. ↑  Castro et al. (2017), p. 11.
22. ↑  Marreiro (2021), p. 127-128.
23. 1 2  Violante (2022), p. 81.
24. ↑  Carvalho (1999), p. 119-121.
25. ↑  Figueirôa (2014), p. 339.
26. ↑  Souza (1999), p. 79.
27. ↑  Mendes (2006), p. 106.
28. ↑  Carvalho (1999), p. 113.
29. 1 2 3  Violante (2022), p. 82.
30. ↑  CEMBRA (2022), cap. I, p. 12-17.
31. ↑  Silva (2020b), p. 12-13.
32. ↑  CEMBRA (2022), cap. I, p. 18-21.
33. ↑  Marreiro (2021), p. 90.
34. ↑  Mendes (2006), p. 102, 105-106.
35. ↑  Figueirôa (2014), p. 172-174.
36. 1 2  Marreiro (2021), p. 99.
37. ↑  Figueirôa (2014), p. 189.
38. ↑  Figueirôa (2014), p. 194-195.
39. ↑  Figueirôa (2014), p. 197-198, 205.
40. ↑  Silva (2017), p. 25, 28.
41. 1 2  Zanella (2018), p. 2833.
42. ↑  Pivatto (2024), p. 295.
43. 1 2  Ventura (2020), p. 278.
44. ↑  Andrade (2009), p. 14.
45. 1 2  Carvalho (2022), The idea of a Blue Amazon.
46. 1 2 3  Ventura (2020), p. 278-279.
47. 1 2 3 4 5  Carvalho (2004).
48. ↑  MB, Amazônia Azul (s/d).
49. ↑  Carvalho (2022), Conclusion.
50. 1 2 3  Carvalho (2022), The strategy behind the concept of Blue Amazon.
51. 1 2  Ventura (2020), p. 281.
52. ↑  Ventura (2020), p. 279-280.
53. ↑  Zanella (2018), p. 2847.
54. ↑  Silva (2020a), p. 299-305.
55. ↑  Silva (2020a).
56. ↑  Zanella (2018).
57. ↑  Moura (2013).
58. ↑  Moura (2023), p. 65.
59. ↑  Alsina (2014), p. 365.
60. ↑  Silva (2020a), p. 302.
61. ↑  Capitania dos Portos (s/d).
62. 1 2  Violante (2022), p. 83.
63. ↑  Figueirôa (2014), p. 204-205.
64. ↑  Marreiro (2021), p. 102.
65. ↑  Souza (2024).
66. ↑  Marreiro (2021), p. 98.
67. ↑  Zee (2021).
68. ↑  Assumpção (2018), p. 45.
69. ↑  Salles & Galante (2023), p. 34-35.
70. 1 2  Freitas (2008), p. 60.
71. ↑  Ferreira (2024).
72. ↑  SSPM (s/d).
73. ↑  Ventura (2020), p. 263.
74. ↑  Carvalho (2022), Introduction.
75. ↑  Marreiro (2021), p. 126-128, 178-179.
76. ↑  Lopes (2014), p. 103.
77. ↑  Ventura (2020), p. 366.
78. ↑  Marreiro (2021), p. 177.
79. ↑  Costa (2017), p. 29, 40-41.
80. ↑  Marreiro (2021), p. 149.
81. ↑  Marreiro (2021), p. 177, 179.
82. ↑  Marreiro (2021), p. 182.
83. ↑  Marques (2007), p. 144-145.
84. ↑  Marques (2007), p. 142-143.
85. ↑  Figueirôa (2014), p. 44.
86. ↑  Ventura (2020), p. 78, 278-279.
87. ↑  Costa (2017), p. 40-41.
88. ↑  Moreira (2017), p. 267-269.
89. ↑  Costa (2017), p. 39-40.
90. ↑  Ventura (2020), p. 277-278.
91. ↑  Marques (2007), p. 58.
92. ↑  Ventura (2020), p. 78.
93. ↑  Marques (2007), p. 46.
94. ↑  Ventura (2020), p. 367.
95. ↑  Andrade et al. (2022), p. 7.
96. ↑  Maia (2020), p. 120.
97. ↑  Andrade et al. (2022), p. 39-42.
98. ↑  Carvalho (2018), p. 93.
99. ↑  Carvalho (2018), p. 34.
100. ↑  Andrade et al. (2022), p. 23.
101. ↑  CEMBRA (2022), cap. VIII, p. 10.
102. ↑  CEMBRA (2022), cap. X, p. 2-12.
103. ↑  CEMBRA (2022), cap. VIII, p. 4.
104. ↑  Andrade et al. (2022), p. 31-32.
105. ↑  Andrade et al. (2022), p. 14-15.
106. ↑  CIA (s/d).
107. ↑  Duarte (2016), p. 1.
108. ↑  Oliveira (2022).
109. ↑  Moura (2024).
110. ↑  CEMBRA (2022), cap. V, p. 11-12.
111. ↑  Figueirôa (2014), p. 37-38.
112. ↑  CEMBRA (2022), cap. V, p. 31-33.
113. ↑  Castro et al. (2017), p. 16.
114. ↑  Serafim (2007), p. 27.
115. ↑  Castro et al. (2017), p. 13-14.
116. ↑  Sumida, Bernardino & De Léo (2020), p. 230-231, 244.
117. ↑  Castro et al. (2017), p. 18-20.
118. ↑  Montenegro (2009).
119. ↑  Miloslavich et al. (2011), p. 19.
120. ↑  Miloslavich et al. (2011), p. 18.
121. ↑  Sumida, Bernardino & De Léo (2020), Prefácio à série e p. XI do prefácio ao livro.
122. ↑  CEMBRA (2022), cap. XI, p. 9.
123. ↑  Sumida, Bernardino & De Léo (2020), p. 37-39.
124. ↑  Ventura (2020), p. 293.
125. ↑  CEMBRA (2022), cap. XI, p. 25.
126. ↑  Serafim (2007), p. 28.
127. 1 2 3  Escobar (2020).
128. ↑  Silva (2019), p. 110.
129. ↑  Kassenova (2014), p. 35.
130. ↑  Marques (2007), p. 46, 155.
131. ↑  Sá (2015), p. 16.
132. 1 2 3  Violante (2022), p. 84.
133. ↑  Costa (2017), p. 40.
134. 1 2  Taylor (2009).
135. ↑  Marques (2007), p. 75.
136. ↑  Zirker (2015), p. 149-152.
137. ↑  Carvalho (2022), Going beyond the Blue Amazon - and strategically communicating it.
138. 1 2  Silva (2017), p. 28.
139. ↑  Herz, Dawood & Lage (2017), p. 335-336.
140. ↑  Lopes (2014), p. 111.
141. ↑  Marreiro (2021), p. 116.
142. ↑  Costa (2012), p. 16.
143. ↑  Maia (2020), p. 59.
144. 1 2  Silva (2017), p. 30.
145. ↑  Kassenova (2014), p. 31.
146. ↑  Duarte (2016), p. 5.
147. ↑  Marreiro (2021), p. 105.
148. 1 2  Holmes (2021).
149. ↑  Herz, Dawood & Lage (2017), p. 343.
150. ↑  Poder Naval (2011).
151. ↑  Maia (2020), p. 19-22, 115.
152. ↑  Maia (2020), p. 20.
153. 1 2  Ventura (2020), p. 282.
154. ↑  CEMBRA (2022), cap. II, p. 28.
155. ↑  Marreiro (2021), p. 116-117.
156. ↑  Abdenur & Souza (2013), p. 7.
157. ↑  Wiesebron (2013), p. 111.
158. ↑  Marques (2020), p. 33, 46.
159. ↑  Maia (2020), p. 156-157.
160. ↑  Andrade et al. (2022), p. 21.
161. ↑  Barbosa (2018).
162. 1 2  Maia (2020), p. 153.
163. ↑  Maia (2020), p. 104-105.
164. ↑  Silva (2017), p. 25-26.
165. 1 2  Violante (2022), p. 86.
166. ↑  Godoy (2023).
167. ↑  Kilian (2016).
168. ↑  Silva (2017), p. 25, 31.
169. 1 2  Ventura (2020), p. 284.
170. ↑  Maia (2020), p. 112, 168.
171. 1 2 3 4 5 6 7  Maia (2023).
172. 1 2  Abdenur & Souza (2013), p. 6.
173. ↑  Costa (2023), p. 24, 26-27.
174. ↑  Maia (2020), p. 59-60, 114.
175. ↑  Figueirôa (2014), p. 42.
176. ↑  Costa (2012), p. 20-21.
177. 1 2  Fiori (2023).
178. ↑  Duarte (2016), p. 11.
179. ↑  Maia (2020), p. 148.
180. ↑  Costa (2023), p. 24-25.
181. ↑  Maia (2020), p. 90, 97-104.
182. ↑  Maia (2020), p. 85, 98.
183. ↑  Maia (2020), p. 104.
184. ↑  Maia (2020), p. 59-60, 76, 114.
185. ↑  Marreiro (2021), p. 109.
186. ↑  Figueirôa (2014), p. 45.
187. ↑  Figueirôa (2014), p. 232.
188. ↑  Monteiro (2020).
189. ↑  Marques (2020), p. 46.
190. ↑  MB, Yantar (2020).
191. ↑  NOMAR (2023).
192. 1 2 3  Silva (2017), p. 26.
193. ↑  Ventura (2020), p. 292.
194. ↑  Maia (2020), p. 119.
195. ↑  Figueirôa (2014), p. 181-182.
196. ↑  Ventura (2020), p. 292, 368.
197. ↑  Ventura (2020), p. 269, 367.
198. ↑  Figueirôa (2014), p. 198-201.
199. ↑  Ventura (2020), p. 275.
200. ↑  IstoÉ Dinheiro (2008).
201. ↑  Figueirôa (2014), p. 231-233.
202. ↑  Figueirôa (2014), p. 231-234.
203. ↑  CEMBRA (2022), cap. I, p. 26-27.
204. ↑  Silva (2021), p. 2-3.
205. ↑  Maia (2020), p. 118.
206. ↑  Garcia (2025a).
207. ↑  Ventura (2020), p. 276.
208. ↑  Abdenur & Souza (2013), p. 5, 10-11.
209. ↑  MB, Vertente científica (s/d).
210. ↑  PSRM, Proilhas (s/d).
211. ↑  Figueirôa (2014), p. 122.
212. ↑  MB, Trindade (2023).
213. ↑  Silva (2017), p. 27.
214. ↑  CIRM, Protrindade (s/d).
215. ↑  Silva (2020b), p. 2, 10, 15.
216. ↑  Silva (2020b), p. 3.
217. ↑  Zolnerkevic (2016).
218. ↑  Silva (2020b), p. 9.
219. ↑  Silva (2020b), p. 20.
220. ↑  PSRM, GOOS-Brasil (s/d).
221. ↑  PSRM, Pro Amazônia Azul (s/d).
222. ↑  PSRM, Revimar (s/d).
223. ↑  PSRM, PEM (s/d).
224. ↑  PSRM, Remplac (s/d).
225. ↑  PSRM, Biotecmarinha (s/d).
226. ↑  PSRM, PPG-Mar (s/d).
227. ↑  Marreiro (2021), p. 138-143.
228. ↑  PSRM, Promar (s/d).
229. ↑  Lopes (2014), p. 103-104, 111.
230. ↑  Ventura (2020), p. 279.
231. ↑  Jornal do Brasil (2012).
232. ↑  Mendes (2014).
233. ↑  Amazul (2022).
234. ↑  Wiesebron (2013), p. 108.
235. ↑  CIRM (2024).
236. ↑  Pescarini (2024).
237. ↑  Salles & Galante (2023), p. 36.
238. ↑  Abdenur & Souza (2013), p. 5-6.
239. ↑  Duarte (2016), p. 10.
240. ↑  Andrade & Franco (2018), p. 166-167.
241. ↑  Garcia (2025b).
242. 1 2  Salles & Galante (2023), p. 30.
243. ↑  Andrade & Franco (2018), p. 173.
244. ↑  Andrade & Franco (2018), p. 174.
245. ↑  Salles & Galante (2023), p. 36-37.
246. ↑  Terra (2022), p. 83-84.
247. ↑  DefesaNet (2014).
248. ↑  DefesaNet (2024).

#### Livros e obras acadêmicas
- Abdenur, Adriana Erthal; Souza Neto, Danilo Marcondes de (novembro de 2013). «Brazil's maritime strategy in the South Atlantic: the nexus between security and resources» (PDF). South African Institute of International Affairs (SAIIA) Occasional Paper (161)
- Alsina Júnior, João Paulo Soares (2014). A esfinge e o tridente: Rio-Branco, grande estratégia e o programa de reaparelhamento naval (1904-1910) na primeira República (PDF) (Tese). Programa de Doutorado em Relações Internacionais da Universidade de Brasília
- Andrade, Fábio da Silva (2009). O petróleo do pré-sal brasileiro: do direito de jurisdição as possíveis perspectivas de ameaças a soberania nacional (PDF) (Monografia). Escola de Guerra Naval
- Andrade, Israel de Oliveira; Franco, Luiz Gustavo Aversa (2018). «A Amazônia Azul como fronteira marítima do Brasil: importância estratégica e imperativos para a Defesa Nacional» (PDF). In:  Bolívar Pêgo (coord.). Fronteiras do Brasil : uma avaliação de política pública, volume 1. Rio de Janeiro: Instituto de Pesquisa Econômica Aplicada. ISBN 978-85-7811-337-7
- Andrade, Israel de Oliveira;  et al. (fevereiro de 2022). «PIB do mar brasileiro, motivações sociais, econômicas e ambientais para sua mensuração e seu monitoramento» (PDF). Brasília/Rio de Janeiro: Instituto de Pesquisa Econômica Aplicada. Texto para discussão (2740)
- Assumpção, Alexander Neves de (2018). Interpretações sobre as áreas de Jurisdição a partir da Costa: O conceito de Águas Jurisdicionais Brasileiras comparado a conceitos Análogos do Chile e Argentina (PDF) (Monografia). Escola de Guerra Naval
- Carvalho, Gustavo de Lemos Campos (junho de 1999). «O mar territorial brasileiro de 200 milhas: estratégia e soberania, 1970-1982». Centro de Estudos Globais da Universidade de Brasília. Revista Brasileira de Política Internacional. 42 (1)
- Carvalho, Andréa Bento (2018). Economia do mar: conceito, valor e importância para o Brasil (PDF) (Tese). Programa de Pós-Graduação em Economia do Desenvolvimento da Pontifícia Universidade Católica do Rio Grande do Sul
- Carvalho, Vinícius Mariano de (2022). «Beyond the Blue Amazon: the Brazilian vocation to the South Atlantic». Power and the Maritime Domain. [S.l.]: Routledge. ISBN 9781003298984
- Castro, Belmiro M.;  et al. (2017). «A Amazônia Azul: recursos e preservação». Revista USP (113). Cópia arquivada em 19 de julho de 2018
- CEMBRA (2022). O Brasil e o mar no século XXI: Relatório aos tomadores de decisão do país 3.ª ed. Niterói: Centro de Excelência para o Mar Brasileiro. ISBN 978-65-991881-2-1
- Costa, Wanderley Messias da (setembro–novembro de 2012). «Projeção do Brasil no Atlântico Sul: geopolítica e estratégia». Revista USP (95): 9-22. Cópia arquivada em 30 de abril de 2019
- Costa, José Augusto Fontoura (2017). «A Amazônia Azul e o domínio marítimo brasileiro». Revista USP (113). Cópia arquivada em 22 de julho de 2018
- Costa Neto, Armando da Silva (abril–junho de 2023). «A Elevação do Rio Grande: uma análise sobre a implementação da estratégia Anti-Access/Area Denial pelo Brasil». Rio de Janeiro: Diretoria de Patrimônio Histórico e Documentação da Marinha. Revista Marítima Brasileira. 143 (4/6)
- Duarte, Érico (2016). «Brazil, the Blue Economy and the maritime security of the South Atlantic». Journal of the Indian Ocean Region. 12 (1). doi:10.1080/19480881.2015.1067384
- Figueirôa, Christiano Sávio Barros (2014). Limites exteriores da plataforma continental do Brasil conforme o direito do mar (PDF). Brasília: FUNAG. ISBN 978-85-7631-523-0. Cópia arquivada (PDF) em 1 de junho de 2015
- Freitas, Wilmar Terroso (2008). A aviação de patrulha e a defesa dos interesses brasileiros na Amazônia azul : uma reflexão (Dissertação). Programa de Pós-Graduação em Ciências Aeroespaciais da Universidade da Força Aérea
- Herz, Mônica; Dawood, Layla; Lage, Victor Coutinho (maio–agosto de 2017). «A nuclear submarine in the South Atlantic: the framing of threats and deterrence». Contexto Internacional. 39 (2)
- Kassenova, Togzhan (2014). Brazil's nuclear kaleidoscope: an evolving identity (PDF). [S.l.]: Carnegie Endowment for International Peace
- Kilian Junior, Rudibert (2016). «Cenários prospectivos para a Amazônia Azul». Mangaratiba: Comando do Desenvolvimento Doutrinário do Corpo de Fuzileiros Navais. Âncoras e Fuzis (47)
- Lopes, Roberto (2014). As garras do cisne: o ambicioso plano da Marinha brasileira de se transformar na nona frota mais poderosa do mundo. Rio de Janeiro: Record. ISBN 978-85-01-04255-2
- Maia, Felipe Malachini (2020). O Brasil no Mar: um panorama sobre as potenciais ameaças ao seu entorno estratégico e à Amazônia Azul (PDF) (Dissertação). Escola de Guerra Naval
- Marques, Adriana Aparecida (2007). Amazônia: pensamento e presença militar (PDF) (Tese). Departamento de Ciência Política da Faculdade de Filosofia e Ciências Humanas da Universidade de São Paulo
- Marques, Cassiano (2020). Navios fantasmas na Amazônia Azul: controle e mitigação (PDF) (Monografia). Escola Superior de Guerra
- Marreiro, Matheus Moraes Alves (2021). As representações espaciais e a geopolítica popular no Brasil: o Atlântico Sul como uma geografia imaginativa (PDF) (Dissertação). Programa de Pós-Graduação em Segurança Internacional e Defesa da Escola Superior de Guerra
- Mendes, Andrea Ribeiro (2006). A Constituição das fronteiras marítimas brasileiras: do "Mar Territorial" à "Amazônia Azul" (PDF) (Dissertação). Escola Nacional de Ciências Estatísticas
- Miloslavich, Patricia;  et al. (2011). «Marine biodiversity in the Atlantic and Pacific coasts of South America: knowledge and gaps». PLoS ONE. 6 (1). doi:10.1371/journal.pone.0014631
- Moreira, Alexandre Santana (janeiro–abril de 2017). «As ameaças sobre a Amazônia Verde e Amazônia Azul: uma relação possível?». Revista da Escola de Guerra Naval. 23 (1): 239-274
- Moura, José Augusto Abreu de (abril–junho de 2023). «A importância do submarino como vetor estratégico de defesa». Rio de Janeiro: Diretoria de Patrimônio Histórico e Documentação da Marinha. Revista Marítima Brasileira. 143 (4/6)
- Pivatto Junior, Dilceu Roberto (2024). A construção do pensamento naval brasileiro: formulações político-estratégicas e desenvolvimento tecnológico (1967-2008) (PDF) (Tese). Programa de Pós-Graduação em Ciência Política da Universidade Federal do Rio Grande do Sul
- Sá, Andrea de (2015). «Brazil's nuclear submarine program: a historical perspective». The Nonproliferation Review. 22 (1): 3-25. doi:10.1080/10736700.2015.1070044
- Salles, Felipe; Galante, Alexandre (2023). «The Brazilian Navy entering its third century». In:  Conrad Waters. Seaforth World Naval Review 2024. [S.l.]: Pen & Sword. ISBN 978-1-3990-2312-2
- Serafim, Carlos Frederico Simões (2007). «REVIZEE - missão cumprida?». Revista Brasileira de Engenharia de Pesca. 2 (1). Cópia arquivada em 6 de setembro de 2024
- Silva, Alexandre Pereira da (2017). «Brazil's recent agenda on the sea and the South Atlantic contemporary scenario». Marine Policy (85): 25-32. doi:10.1016/j.marpol.2017.08.010
- Silva, Alexandre Pereira da (2019). «Brazilian large-scale marine protected areas: Other "paper parks"?». Ocean and Coastal Management (169): 104-112. doi:10.1016/j.ocecoaman.2018.12.012
- Silva, Alexandre Pereira da (2020a). «The concept of Brazilian Jurisdictional Waters and its impact on the freedom of the high seas». The International Journal of Marine and Coastal Law (35). doi:10.1163/15718085-12341003
- Silva, Alexandre Pereira da (2020b). «From rocks to an archipelago: the Brazilian interpretation and application of Article 121 of the United Nations Convention on the Law of the Sea with respect to the St. Peter and St. Paul insular features». Ocean Development & International Law. 51 (4). doi:10.1080/00908320.2020.1820153
- Silva, Alexandre Pereira da (2021). «Brazil advances over the Area: The inclusion of the Rio Grande Rise within the Brazilian outer continental shelf and its consequences for other states and for the common heritage of mankind». Marine Policy. 125. doi:10.1016/j.marpol.2021.104399
- Souza, Jairo M. de (março de 1999). «Mar territorial, zona econômica exclusiva ou plataforma continental?». Revista Brasileira de Geofísica: 79–82. ISSN 0102-261X. doi:10.1590/S0102-261X1999000100007
- Sumida, Paulo Yukio Gomes; Bernardino, Angelo Fraga; De Léo, Fabio Cabrera (2020). Brazilian deep-sea biodiversity. [S.l.]: Springer. ISBN 978-3-030-53222-2
- Taylor, Paul D. (junho de 2009). «Why does Brazil need nuclear submarines?». U.S. Naval Institute. Proceedings. 135/6/1276. Cópia arquivada em 23 de fevereiro de 2024
- Terra, Ana Carolina Dias (2022). A "hegemonia consensual" na política externa brasileira: um olhar sobre a ZOPACAS e a Elevação do Rio Grande (PDF) (Dissertação). Escola de Guerra Naval
- Ventura, Victor Alencar Mayer Feitosa (2020). Environmental Jurisdiction in the Law of the Sea: the Brazilian Blue Amazon. [S.l.]: Springer. ISBN 978-3-030-50543-1
- Violante, Alexandre Rocha (2022). «Amazônia Azul». In:  Silva, Francisco Carlos Teixeira da, et al. (org.). Dicionário de história militar do Brasil (1822-2022): volume I. Rio de Janeiro: Autografia. ISBN 9788551849095
- Wiesebron, Marianne (janeiro–julho de 2013). «Amazônia Azul: pensando a defesa do território marítimo brasileiro». Austral: Revista Brasileira de Estratégia e Relações Internacionais. 2 (3): 107-131. ISSN 2238-6262
- Zanella, Tiago V. (2018). «Águas Jurisdicionais Brasileiras: um estudo sobre a (i)legalidade do conceito de AJB» (PDF). Lisboa: Centro de Investigação de Direito Privado. Revista Jurídica Luso-Brasileira (6)
- Zirker, Daniel Gates (2015). «Um olhar estrangeiro sobre segurança e securitização na Amazônia». Universidade Federal de Pernambuco. Revista Política Hoje. 24 (1)

#### Páginasweb
- «16 de novembro é o Dia Nacional da Amazônia Azul». Amazul. 11 de novembro de 2022. Consultado em 14 de novembro de 2024
- Barbosa, Anderson (23 de novembro de 2018). «Navio pesqueiro potiguar é atacado por embarcação chinesa; 'é a guerra do atum', diz sindicato da pesca do RN». G1 Rio Grande do Norte. Consultado em 17 de dezembro de 2024
- Carvalho, Roberto de Guimarães (25 de fevereiro de 2004). «A outra Amazônia». Folha de S. Paulo
- «Crude oil - proved reserves». CIA World Factbook. Consultado em 3 de dezembro de 2024
- «Emissoras de televisão divulgam novo mapa do Brasil incluindo a Amazônia Azul». Comissão Interministerial para os Recursos do Mar. 2024. Consultado em 14 de novembro de 2024
- «Programa de Pesquisas Científicas na Ilha da Trindade». Comissão Interministerial para os Recursos do Mar. Consultado em 18 de dezembro de 2024
- «PAMPA AZUL - Programa para pesquisar o Mar Argentino». DefesaNet. 1 de maio de 2014. Consultado em 21 de dezembro de 2024
- «Comando Militar da Amazônia apresenta projeto Antártica Verde». Portal Brasil/DefesaNet via Associação Brasileira das Indústrias de Materiais de Defesa e Segurança. 6 de janeiro de 2021. Consultado em 21 de dezembro de 2024
- «Amazônia Azul». Delegacia da Capitania dos Portos em Angra dos Reis. Arquivado do original em 9 de julho de 2022
- Escobar, Herton (6 de novembro de 2020). «Um novo mapa para a conservação marinha no Brasil». Jornal da USP. Consultado em 3 de dezembro de 2024
- Ferreira Neto, João (4 de junho de 2024). «Se nada for feito, vão faltar oficiais de marinha mercante para o pré-sal e a cabotagem». Portos e Navios. Consultado em 29 de novembro de 2024
- Fiori, José Luís (24 de dezembro de 2013). «O Brasil e seu 'mar interior'». Valor Econômico via Poder Naval. Consultado em 30 de janeiro de 2025
- Garcia, Gabriel (27 de março de 2025). «Brasil ganha uma "Alemanha" para explorar no Atlântico». CNN Brasil. Consultado em 30 de março de 2025
- Garcia, Gabriel (29 de junho de 2025). «Orçamento da Marinha despenca e acende alerta sobre segurança nacional». CNN Money. Consultado em 10 de julho de 2025
- Godoy, Roberto (30 de outubro de 2023). «Comandante da Marinha faz alerta que os efeitos do ajuste fiscal colocam em risco a operacionalidade». Estado de S. Paulo via DefesaNet. Consultado em 17 de dezembro de 2024
- «Criada a estatal Amazul, para construir submarino com energia nuclear». Jornal do Brasil via Defesa Aérea & Naval. 9 de agosto de 2012. Consultado em 13 de novembro de 2024
- Holmes, James (19 de agosto de 2021). «Brazil is a big country, does it need a big navy?». National Interest. Consultado em 22 de janeiro de 2025
- «A conquista do oceano». IstoÉ Dinheiro via Instituto Brasileiro de Mineração. 7 de abril de 2008. Consultado em 18 de dezembro de 2024
- Maia, Paulo (11 de dezembro de 2023). «O declínio do Poder Naval – Uma ameaça à sobrevivência nacional». Tecnologia & Defesa. Consultado em 4 de dezembro de 2024
- «Amazônia Azul». Marinha do Brasil. Consultado em 11 de dezembro de 2024
- «Ilha da Trindade, tesouro nacional no extremo leste da Amazônia Azul». Agência Marinha de Notícias. 21 de agosto de 2023. Consultado em 18 de novembro de 2024
- «Vertente científica». Marinha do Brasil. Consultado em 18 de dezembro de 2024
- «Nota da Marinha do Brasil sobre o navio russo 'Yantar'». Poder Naval. 22 de fevereiro de 2020. Consultado em 4 de dezembro de 2024
- Mendes, Henrique (25 de setembro de 2014). «Baía de Todos-os-Santos é declarada como sede da 'Amazônia Azul' no país». G1 Bahia. Consultado em 13 de novembro de 2024
- Monteiro, Tânia (21 de fevereiro de 2020). «Navio russo suspeito de espionagem coloca Marinha brasileira em alerta». O Estado de S. Paulo via Senado. Consultado em 4 de dezembro de 2024
- Montenegro, Mônica (7 de setembro de 2009). «Amazônia Azul - As riquezas naturais sob as águas do Atlântico (05'51")». Rádio Câmara. Consultado em 15 de dezembro de 2024
- Moura, Bruno de Freitas (24 de outubro de 2024). «Sem margem equatorial, Brasil pode ter que importar petróleo em 2034». Agência Brasil. Consultado em 15 de dezembro de 2024
- Moura Neto, Júlio Soares de (7 de março de 2013). «"A importância da construção do submarino de propulsão nuclear brasileiro"». Defesa Aérea & Naval. Consultado em 11 de dezembro de 2024
- NOMAR (28 de abril de 2023). «Fragata Independência impediu que navio estrangeiro realizasse pesquisa sem autorização em nossa Plataforma Continental». Defesa Aérea & Naval. Consultado em 5 de dezembro de 2024
- Oliveira, João José (20 de maio de 2022). «Brasil é autossuficiente, mas importa petróleo porque não faz refinarias». UOL Economia. Consultado em 15 de dezembro de 2024
- Pescarini, Fábio (26 de agosto de 2024). «À espera de aprovação de aumento territorial, Amazônia Azul entra no mapa de atlas escolar». Folha de S. Paulo. Cópia arquivada em 26 de agosto de 2024
- «Aviação naval: a visão da Marinha». Poder Naval. 4 de junho de 2011. Consultado em 30 de janeiro de 2025
- «Biotecnologia Marinha». Plano Setorial para os Recursos do Mar. Consultado em 18 de dezembro de 2024
- «Sistema Brasileiro de Observação dos Oceanos». Plano Setorial para os Recursos do Mar. Consultado em 18 de dezembro de 2024
- «Formação de Recursos Humanos em Ciência do Mar». Plano Setorial para os Recursos do Mar. Consultado em 18 de dezembro de 2024
- «O que é PEM?». Plano Setorial para os Recursos do Mar. Consultado em 18 de dezembro de 2024
- «Desenvolvimento e Aproveitamento Sustentável da Amazônia Azul - PRO AMAZÔNIA AZUL». Plano Setorial para os Recursos do Mar. Consultado em 18 de dezembro de 2024
- «Pesquisas Científicas nas Ilhas Oceânicas - Proilhas». Plano Setorial para os Recursos do Mar. Consultado em 18 de dezembro de 2024
- «Promoção da Mentalidade Marítima». Plano Setorial para os Recursos do Mar. Consultado em 21 de dezembro de 2024
- «Avaliação da Potencialidade Mineral da Plataforma Continental Jurídica Brasileira (REMPLAC)». Plano Setorial para os Recursos do Mar. Consultado em 18 de dezembro de 2024
- «Avaliação, Monitoramento e Conservação da Biodiversidade Marinha (REVIMAR)». Plano Setorial para os Recursos do Mar. Consultado em 18 de dezembro de 2024
- «A Marinha do Brasil e a Marinha Mercante são a mesma instituição?». Serviço de Seleção do Pessoal da Marinha. Consultado em 29 de novembro de 2024
- Souza, Beto (24 de junho de 2024). «Amazônia Azul: entenda por que o Brasil é maior do que está no mapa». CNN Brasil. Consultado em 9 de outubro de 2024
- Zee, David (10 de fevereiro de 2021). «Marcos territoriais da Amazônia Azul: as ilhas oceânicas». Olhar Oceanográfico. Consultado em 14 de novembro de 2024
- Zolnerkevic, Igor (novembro de 2016). «As entranhas expostas da Terra: mapeamento submarino ajuda a recontar a origem inusitada do arquipélago de São Pedro e São Paulo». Revista Pesquisa FAPESP. Consultado em 20 de novembro de 2024